# Tour d'Italie féminin 2015
Vous lisez un « bon article » labellisé en 2016.
La 26e édition du Tour d'Italie féminin (Giro Rosa en italien) a eu lieu du 3 au 12 juillet 2015. La course fait partie du calendrier UCI féminin en catégorie 2.1.
Le parcours démarre pour la première fois à l'étranger : en Slovénie avec un prologue disputé à Ljubljana suivi d'une étape en ligne arrivant dans la même ville. Il est au total constitué de neuf étapes comportant à la fois de la plaine et de la haute montagne. Seule l'Italie du Nord est parcourue. L'arrivée finale se trouve dans la station de sports d'hiver de San Domenico di Varzo.
L'épreuve est longtemps dominée par Megan Guarnier de l'équipe Boels Dolmans. Le contre-la-montre de la pénultième étape permet cependant à la Néerlandaise Anna van der Breggen de prendre la tête du classement général. Malgré sa victoire lors de la dernière étape, l'Américaine Mara Abbott termine deuxième du classement général. Le podium final est Anna van der Breggen, Mara Abbott, Megan Guarnier. Cette dernière remporte également le classement par points. Katarzyna Niewiadoma est la meilleure jeune, Flávia Oliveira la meilleure grimpeuse. Le classement annexe de la meilleure Italienne est remporté par Elisa Longo Borghini.

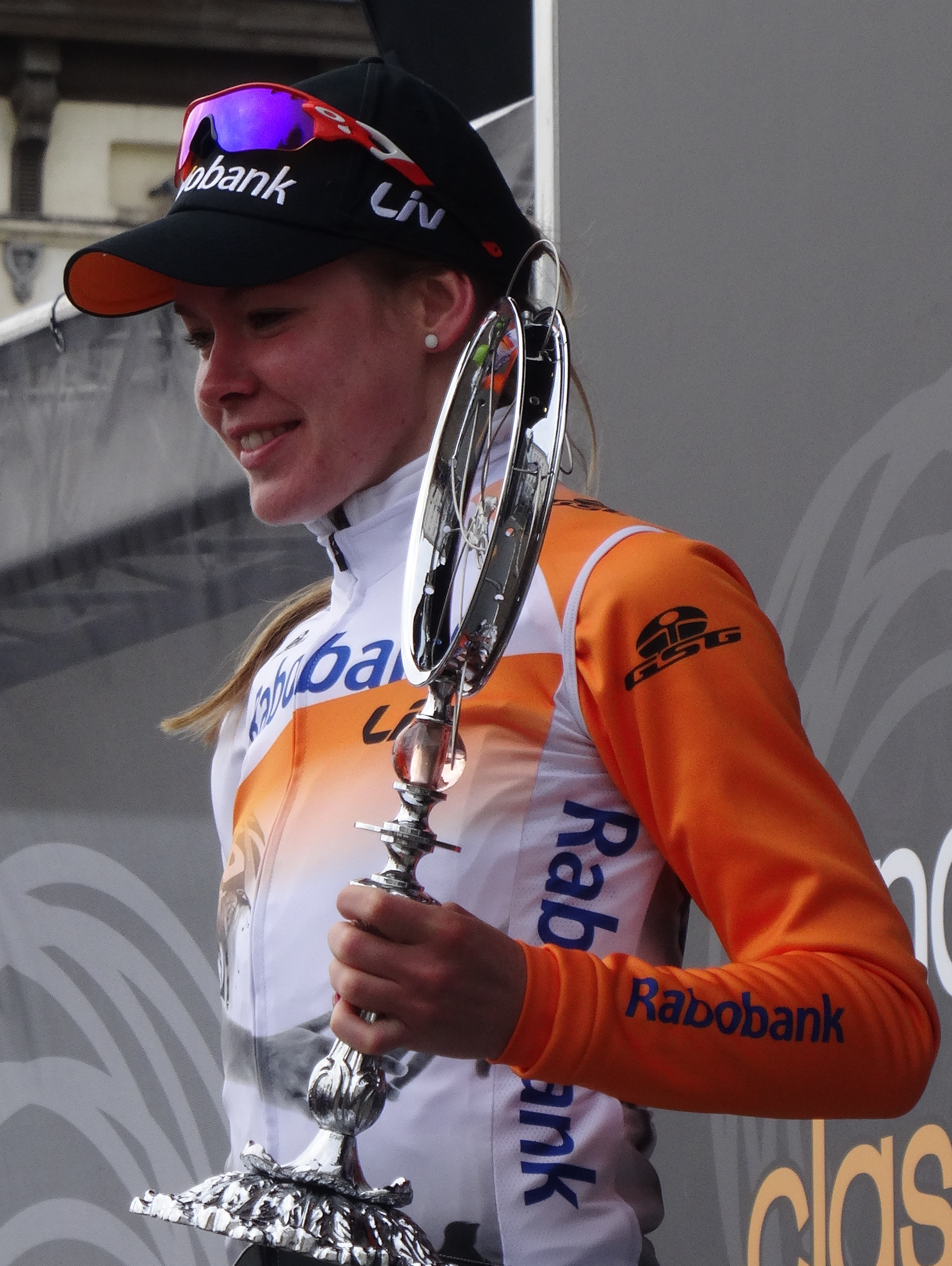
Anna van der Breggen est la vainqueur du Tour d'Italie féminin 2015

## Présentation

### Parcours
Le parcours du Tour d'Italie 2015 est dévoilé en mars. Cette édition comporte un prologue et neuf étapes. Le prologue, long de deux kilomètres, a lieu à Ljubljana, la capitale de la Slovénie. Les coureuses s'élancent espacées d'une minute entre elles. C'est le premier départ depuis l'étranger du Tour d'Italie féminin. La première étape se court également dans ce pays, entre Kamnik et la capitale et présente peu de difficultés. Un sprint massif semble probable. L'arrivée se trouve dans le centre commercial BTC City, partenaire de l'équipe éponyme. L'épreuve quitte ensuite la Slovénie pour rejoindre le nord de l'Italie. La deuxième étape se déroule en Vénétie et relie Gaiarine à San Fior et comporte trois prix de la montagne : le premier en troisième catégorie puis deux de deuxième catégorie. Elle débute par une partie en ligne, puis effectue un petit circuit urbain à deux reprises avant de commencer un grand tour comportant toutes les difficultés de la journée avec notamment la côte du Calvario situé à huit kilomètres de l'arrivée. La troisième étape se joue entre Curtatone et Mantoue et est plate, si on excepte un prix de la montagne de troisième catégorie en milieu de parcours. C'est la plus longue étape de l'épreuve avec un total de cent trente kilomètres. Les étapes suivantes se déroulent en Lombardie. La quatrième étape entre Pioltello et Pozzo d'Adda est également plate et effectue plusieurs circuits urbains,,.
La cinquième étape est la première arrivée au sommet de cette édition. Elle se court de Trezzo sull'Adda à Aprica. Longue de cent vingt-huit kilomètres, elle traverse Bergame, passe sur les rives du Lac d'Iseo puis longe la rivière Oglio avant de s'élever dans son final. Le sommet compte comme un col de deuxième catégorie. La très difficile sixième étape part de Tresivio et se conclut à Morbegno. Elle compte trois cols d'environ 6 à 7 km de long : le premier et le dernier sont classés en deuxième catégorie, celui du milieu en première catégorie. L'épreuve quitte ensuite la Lombardie pour arriver en Ligurie. L'étape la plus difficile va de Arenzano à Loano et grimpe les cols de Naso di Gatto, première catégorie, et de Rialto, troisième catégorie. Le Tour retourne dans le nord de l'Italie, au bord du Lac Majeur pour un contre-la-montre vallonné et technique entre Pisano et Nebbiuno. Enfin la dernière étape part de Verbania pour se terminer au sommet dans le village San Domenico di Varzo à 1 400 m d'altitude. L'ascension finale a une pente moyenne de huit pour cent pour une longueur de treize kilomètres et compte comme un col de première catégorie. La même étape était au programme de l'épreuve l'année précédente,,,,.

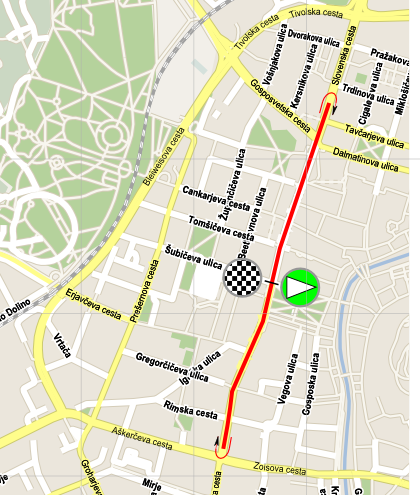
Prologue
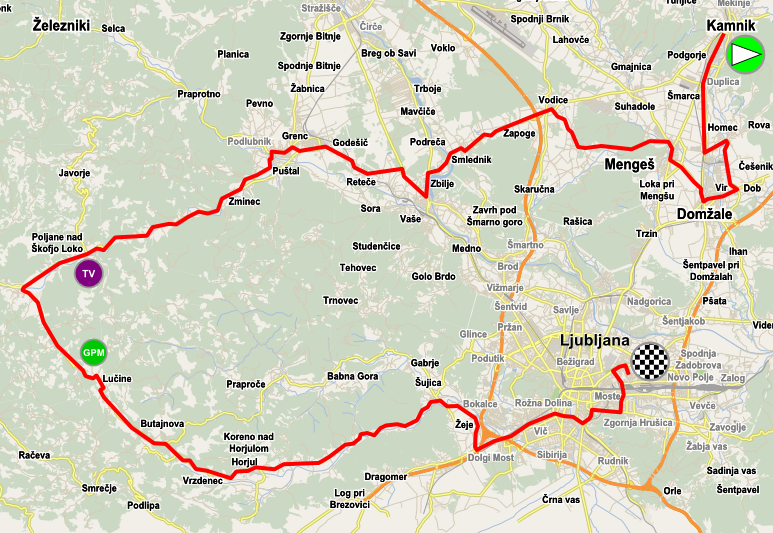
Première étape le sigle TV correspond à Traguardo Volante, soit sprint intermédiaire le sigle GPM correspond à Grand Prix de la Montagne
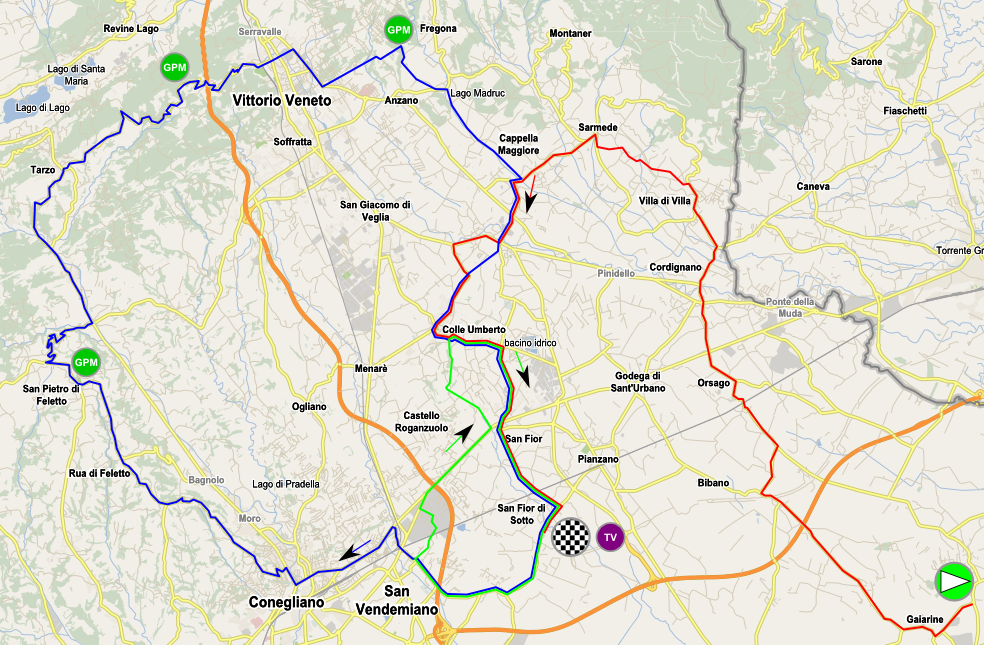
Deuxième étape[9]  - Partie en ligne de la course, du départ au premier passage sur la ligne - Circuit no 1, 20,3 km, parcouru 2 fois - Circuit no 2, 58,4 km, parcouru 1 fois
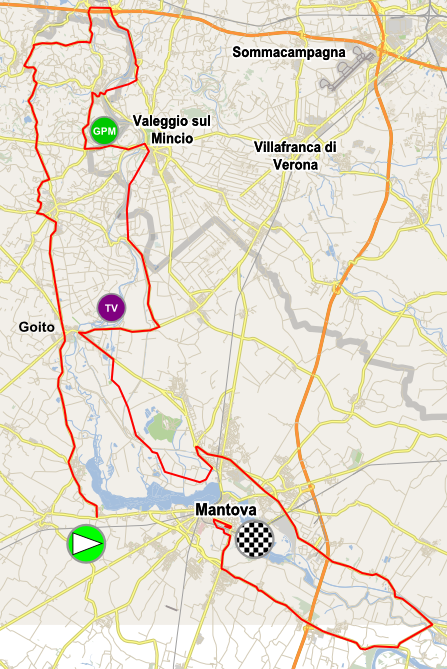
Troisième étape (Mantoue s'écrit Mantova en italien)
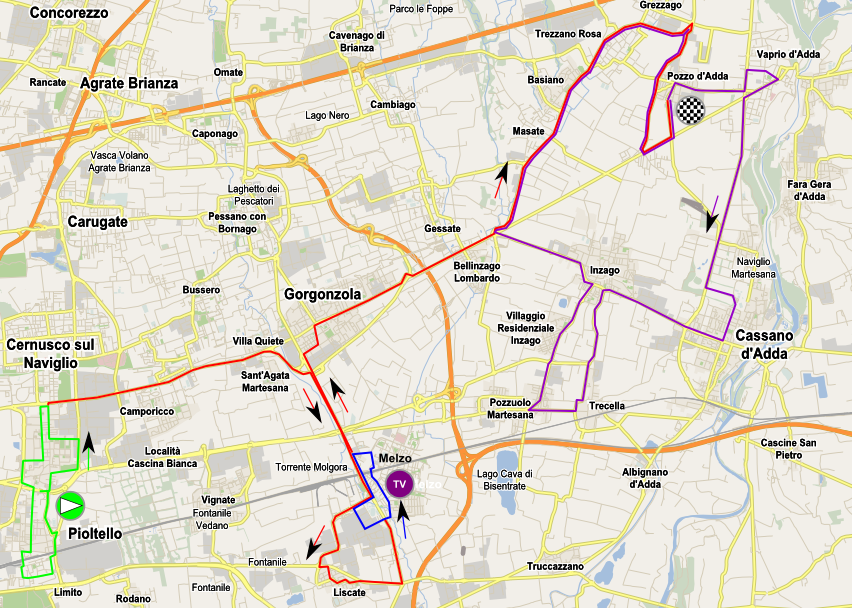
Quatrième étape  - Partie en ligne de la course - Circuit no 1, 11 km, parcouru 1 fois - Circuit no 2, parcouru 1 fois - Circuit no 3, 35 km, parcouru 1 fois
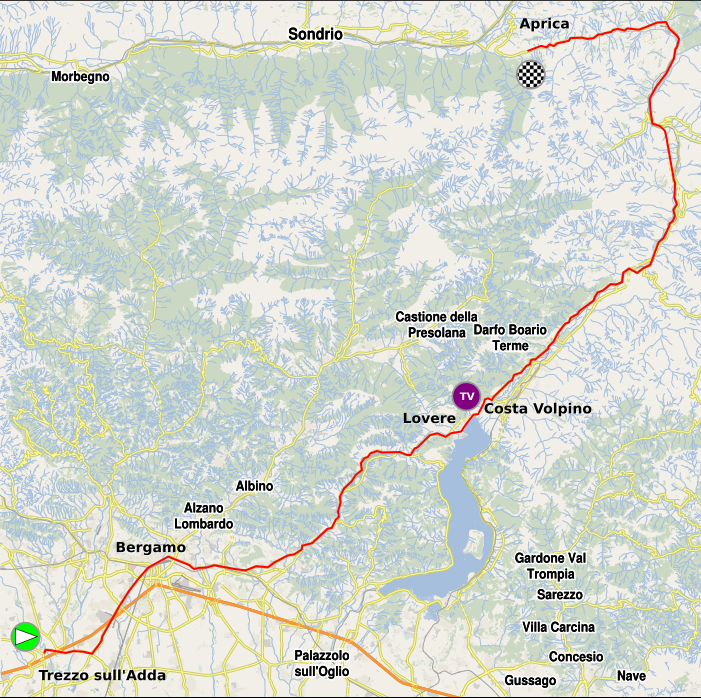
Cinquième étape
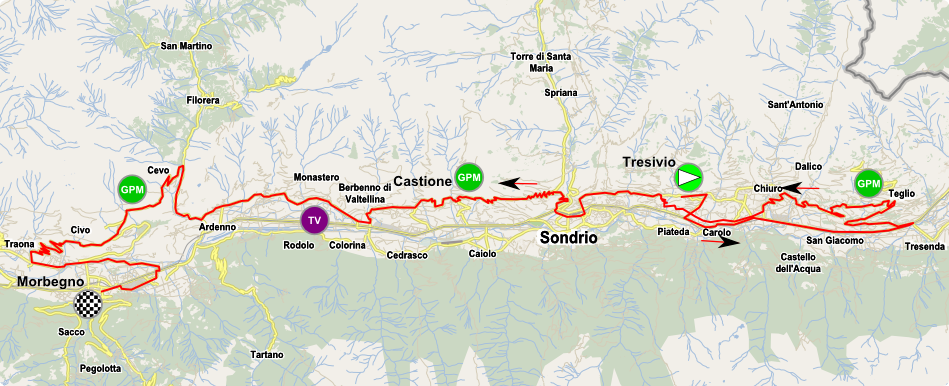
Sixième étape
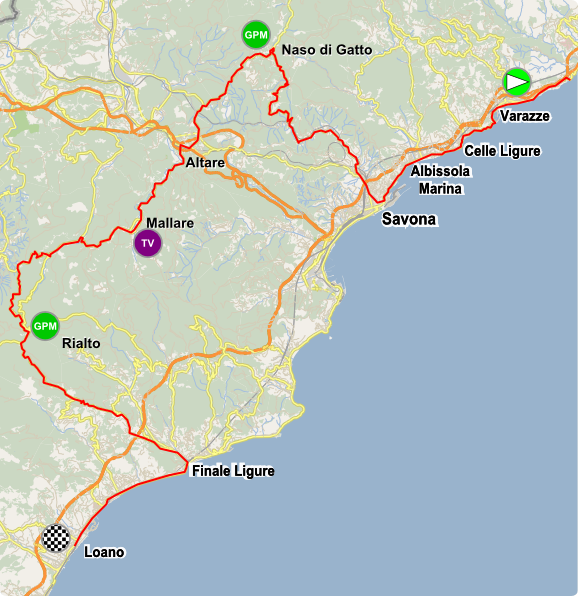
Septième étape
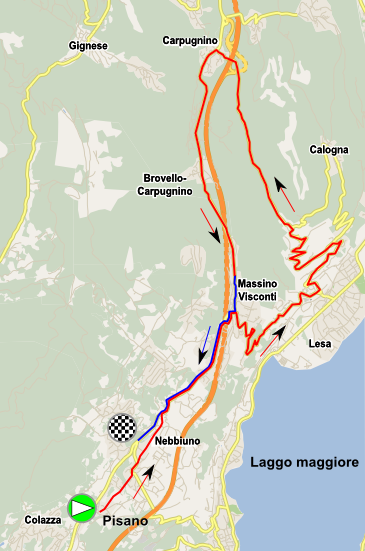
Huitième étape (contre-la-montre)  - Partie aller - Partie retour
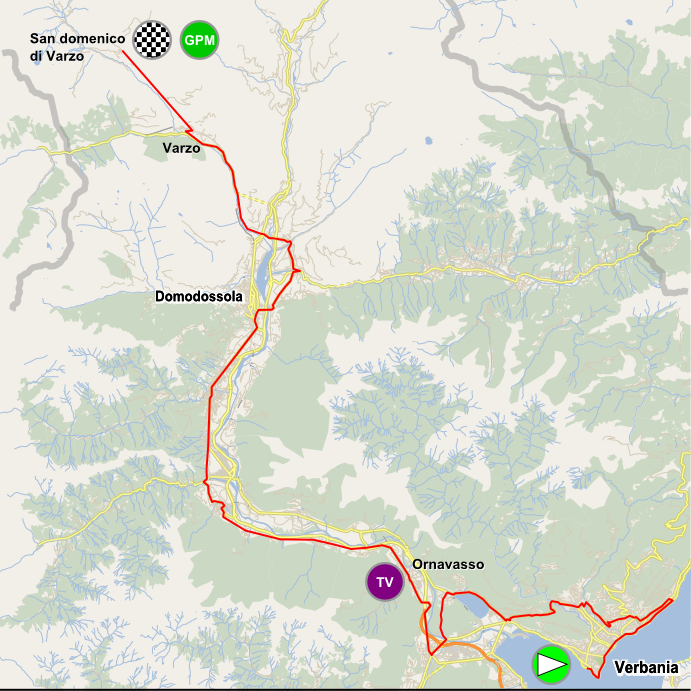
Neuvième étape

### Équipes
Les équipes invitées sont connues fin juin. L'épreuve accueille dix-sept formations UCI, une équipe amateur et une sélection nationale. Les sept équipes italiennes UCI sont présentes tout comme la formation slovène BTC City Ljubljana dont le directeur sportif Gorazd Penko a grandement participé à la venue et à l'organisation de l'événement en Slovénie. Le partenaire principal accueille notamment l'arrivée de la première étape. Les six meilleures équipes mondiales sont présentes. On peut cependant remarquer l'absence de l'équipe Hitec, qui termine l'année à la septième place mondiale, et des équipes américaines.
Les équipes sont composées de huit coureuses au maximum et cinq au minimum.
| Équipes UCI             | Équipes UCI | Équipes UCI |
| Nom de l'équipe         | Pays        | Code        |
| ----------------------- | ----------- | ----------- |
| Alé Cipollini           | Italie      | ALE         |
| Aromitalia Vaiano       | Italie      | VAI         |
| Astana-Acca Due O       | Kazakhstan  | ASA         |
| BePink LaClassica       | Italie      | BPK         |
| Bigla                   | Suisse      | BCT         |
| Boels Dolmans           | Pays-Bas    | DLT         |
| BTC City Ljubljana      | Slovénie    | BTC         |
| Inpa Sottoli Giusfredi  | Italie      | ISG         |
| Liv-Plantur             | Pays-Bas    | TLP         |
| Lotto Soudal            | Belgique    | LBL         |
| Orica-AIS               | Australie   | OGE         |
| Rabo Liv Women          | Pays-Bas    | RBW         |
| SC Michela Fanini Rox   | Italie      | MIC         |
| Servetto Footon         | Italie      | SEF         |
| Top Girls Fassa Bortolo | Italie      | TOG         |
| Velocio-SRAM            | Allemagne   | VEL         |
| Wiggle Honda            | Royaume-Uni | WHT         |

| Équipe amateur              | Équipe amateur | Équipe amateur |
| Nom de l'équipe             | Pays           | Code           |
| --------------------------- | -------------- | -------------- |
| Tre Colli-Forno d'Asolo ACS | Italie         | TFA            |

| Équipe nationale            | Équipe nationale | Équipe nationale |
| Nom de l'équipe             | Pays             | Code             |
| --------------------------- | ---------------- | ---------------- |
| Équipe nationale du Mexique | Mexique          | MEX              |

### Organisation et règlement de la course

#### Comité d'organisation
L'épreuve est organisée par l'association 4 Erre ASD. L'association et le comité d'organisation sont présidés par Giuseppe Rivolta. Les directeurs de la course sont Bruno Righetti et Angelo Salvatore Letizia.

#### Incidents de course
Le règlement de la course permet à une coureuse victime d'un accident de course dans les trois derniers kilomètres d'une étape et qui se verrait retardée pour cette raison de ne pas perdre de temps au classement général. La règle ne s'applique pas aux étapes arrivant à Aprica et à San Domenico di Varzo.

#### Délais
Lors d'une course cycliste, les coureuses sont tenus d'arriver dans un laps de temps imparti déterminé à partir du temps de la première pour pouvoir être classées. Ces délais sont variables selon la difficulté d'une étape, une étape plus difficile bénéficiant d'un pourcentage de délais plus important. Lors de cette édition du Tour d'Italie féminin, les délais prévus sont de 25 % sur les 1re, 3e, 4e et 5e étapes et de 35 % sur les 2e, 6e, 7e, 8e et 9e étapes. Aucun délai ne s'applique au prologue.

#### Classements et bonifications

##### Classement général

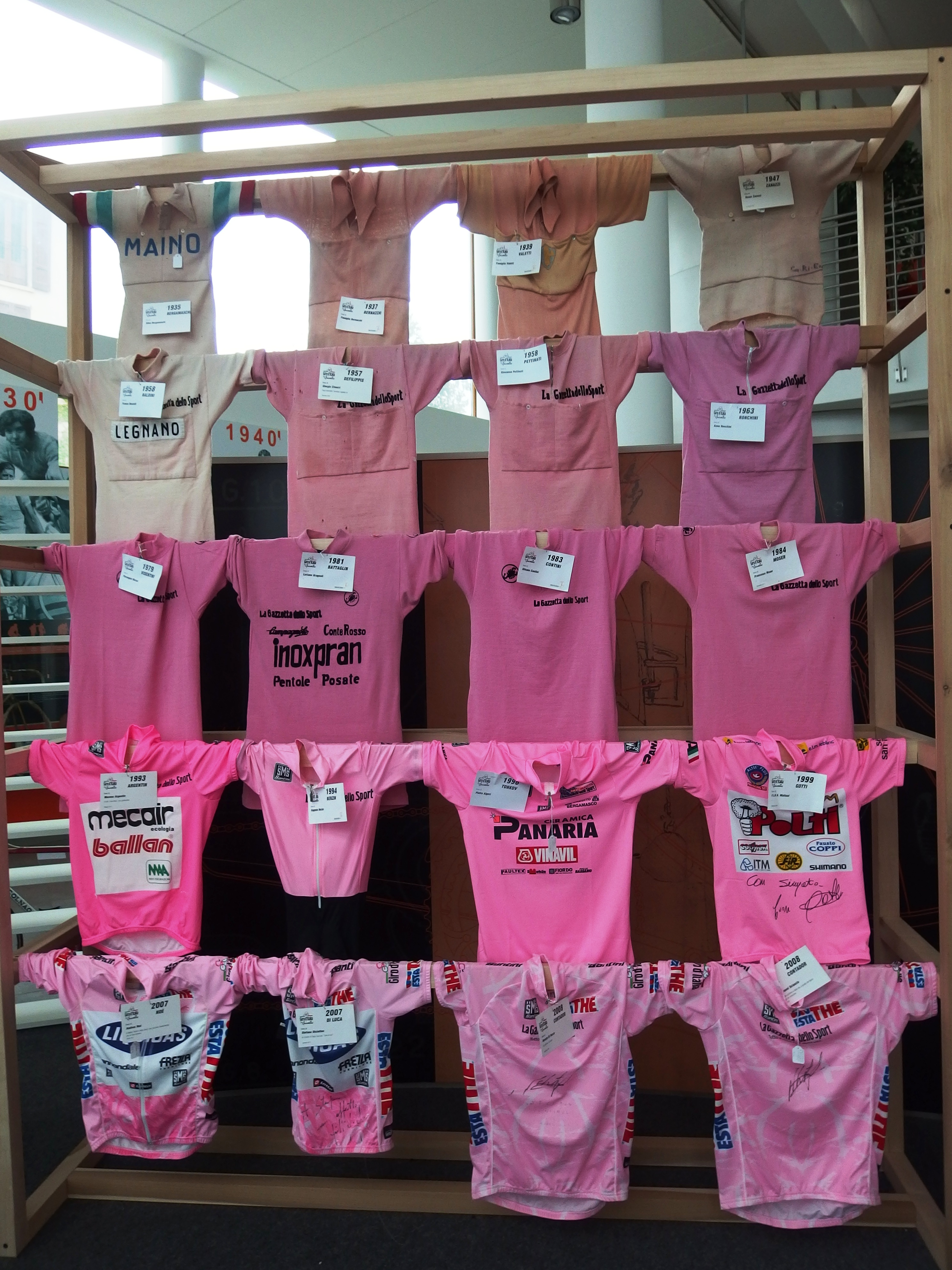
La coureuse en tête du classement général porte un maillot rose, comme sur le Tour d'Italie masculin

Le classement général individuel au temps est calculé par le cumul des temps enregistrés dans chacune des étapes parcourues. Des bonifications et d'éventuelles pénalisations sont incluses dans le calcul du classement. La coureuse qui est première de ce classement est porteuse du maillot rose.
Des bonifications sont attribuées dans cette épreuve. Chaque arrivée d'étape, à l'exception du prologue et de la huitième étape, donne lieu à dix secondes, six secondes et quatre secondes pour les trois premières coureuses classées. Par ailleurs, durant la course, il existe des sprints intermédiaires dont les trois premiers sont récompensés respectivement de trois secondes, deux secondes et une seconde.

##### Classement de la meilleure grimpeuse
Le classement de la meilleure grimpeuse, ou classement des monts, est un classement spécifique basé sur les arrivées au sommet des ascensions répertoriées dans l'ensemble de la course. Elles sont classées en trois catégories. Les ascensions de première catégorie rapportent respectivement 13, 11, 9, 7 et 5 points aux cinq premières coureuses, celles de deuxième catégorie 7, 5, 3, 2 et 1 point enfin celles de troisième catégorie 5, 4, 3, 2 et 1 point. Sur cette édition 2015, il y a un total de douze ascensions. Le premier du classement des monts est détenteur du maillot vert. En cas d'égalité, les coureuses sont prioritairement départagées par le nombre de premières places aux sommets. Si l'égalité persiste, le critère suivant est la place obtenue au classement général. Pour être classée, une coureuse doit avoir terminée la course dans les délais.

##### Classement par points
Le maillot cyclamen récompense le classement par points. Celui-ci se calcule selon le classement lors de sprints intermédiaires, dits « Traguardo Volante », et lors des arrivées d'étape. Les trois premières coureuses des sprints intermédiaires reçoivent respectivement 4, 2 et un point. Lors d'une arrivée d'étape, les dix premières se voient accorder des points selon le décompte suivant : 15,
12, 10, 8, 6, 5, 4, 3, 2, 1 point. En cas d'égalité, les coureuses sont prioritairement départagées par le nombre de victoires d'étapes. Si l'égalité persiste, le nombre de victoires à des sprints intermédiaires puis éventuellement la place obtenue au classement général entrent en compte. Pour être classée, une coureuse doit avoir terminée la course dans les délais.

##### Classement de la meilleure jeune
Le classement de la meilleure jeune ne concerne qu'une certaine catégorie de coureuses, celles étant âgées de moins de 23 ans. C'est-à-dire aux coureuses nées après le 1er janvier 1992. De manière dérogatoire, elle concerne également les coureuses nées en 1990 et 1991 si le nombre de coureuses se disputant ce prix est trop restreint. Ce classement, basé sur le classement général, attribue au premier un maillot blanc.

##### Classement de la meilleure italienne
Le classement de la meilleure italienne ne concerne que les coureuses de nationalité italienne. Ce classement, basé sur le classement général, attribue à la première un maillot bleu.

##### Répartition des maillots
Chaque coureuse en tête d'un classement est porteuse du maillot ou du dossard distinctif correspondant. Cependant, dans le cas où une coureuse dominerait plusieurs classements, celle-ci ne porte qu'un seul maillot distinctif, selon une priorité de classements. Le classement général au temps est le classement prioritaire, suivi du classement général par points, du classement général du meilleur grimpeur, du classement de la meilleure jeune et du classement de la meilleure italienne. Si ce cas de figure se produit, le maillot correspondant au classement annexe de priorité inférieure n'est pas porté par celle qui domine ce classement mais par son deuxième.

#### Primes
Le prologue permet de remporter les primes suivantes :
| Position | 1er   | 2e    | 3e   | 4e   | 5e   | 6e   | 7e   | 8e   | 9e   | 10e  |
| Prix     | 162 € | 110 € | 87 € | 75 € | 63 € | 61 € | 61 € | 61 € | 61 € | 61 € |

En sus, les coureuses placées de la 11e à la 15e place gagnent 34 €.
Les autres étapes sont dotées de la manière suivante :
| Position | 1er   | 2e    | 3e    | 4e    | 5e   | 6e   | 7e   | 8e   | 9e   | 10e  |
| Prix     | 269 € | 166 € | 114 € | 104 € | 97 € | 81 € | 72 € | 63 € | 63 € | 63 € |

En sus, les coureuses placées de la 11e à la 15e place gagnent 40 €.
Le classement général final attribue les sommes suivantes :
| Position | 1er   | 2e    | 3e    | 4e    | 5e    | 6e    | 7e    | 8e    | 9e    | 10e   |
| Prix     | 525 € | 323 € | 221 € | 200 € | 189 € | 160 € | 142 € | 122 € | 122 € | 122 € |

En sus, les coureuses placées de la 11e à la 15e place gagnent 78 €.

#### Prix
Par ailleurs, à l'issue du classement général final, le meilleur grimpeur remporte 450 €, le 2e 350 € et le 3e 300 €. Pour le classement par points, les montants sont de  350 € pour la 1re, 250 € pour la  2e et 200 € pour la 3e. La meilleure jeune remporte 350 €, la meilleure Italienne 300 €.

#### Points UCI
| Position,          | 1er | 2e | 3e | 4e | 5e | 6e | 7e | 8e | 9e | 10e | 11e | 12e | 13e | 14e | 15e | 16e | 17e | 18e |
| Classement général | 80  | 60 | 45 | 35 | 30 | 25 | 21 | 18 | 15 | 12  | 10  | 8   | 6   | 5   | 4   | 3   | 2   | 1   |
| Par étape          | 16  | 12 | 8  | 6  | 5  | 4  | 3  | 2  |    |     |     |     |     |     |     |     |     |     |
| Leader, par étape  | 4   |    |    |    |    |    |    |    |    |     |     |     |     |     |     |     |     |     |

### Favorites
Même en l'absence de la vainqueur sortante Marianne Vos, la formation Rabo Liv Women part favorite comptant également dans ses rangs la Française Pauline Ferrand-Prévot et la Néerlandaise Anna van der Breggen, respectivement deuxième et troisième de l'édition  précédente. Si la Française revient de blessure, elle a montré une bonne forme lors des championnats de France sur route. La Néerlandaise a fait jusqu'alors une très bonne saison et vient de remporter le contre-la-montre lors de ses championnats nationaux. L'équipe aligne également la Polonaise Katarzyna Niewiadoma qui a remporté la difficile Emakumeen Euskal Bira. L'équipe Bigla se présente avec la spécialiste du contre-la-montre, la Néerlandaise Annemiek van Vleuten et la championne sud-africaine Ashleigh Moolman-Pasio. Une autre favorite de la course est la double vainqueur, l'Américaine Mara Abbott, qui est épaulée au sein de son équipe Wiggle Honda par l'Italienne Elisa Longo Borghini cinquième en 2014. La formation britannique aligne également au départ deux sprinteuses de premier plan avec l'Italienne Giorgia Bronzini et la Belge Jolien D'Hoore. L'équipe Velocio-SRAM est emmenée par la Biélorusse Alena Amialiusik qui a juste gagné les Jeux européens. L'équipe Orica-AIS présente une équipe jeune qui a pour objectif d'emmagasiner de l'expérience. Chez Liv-Plantur, on compte sur la double vainqueur de l'épreuve, l'Allemande Claudia Lichtenberg, et sur la Néerlandaise Sabrina Stultiens. Enfin l'équipe Boels Dolmans aligne la Britannique Elizabeth Armitstead, les Américaines Evelyn Stevens et Megan Guarnier, ces deux dernières devant se concentrer sur le classement général,.

### Partenaires
Les partenaires de l'épreuve sont les suivants : Derma Fresh, la ligne de déodorant de Rottapharm, pour le maillot rose, Dama italian sportwear, un équipementier sportif, pour le maillot bleu, Bim pour le maillot vert, Saugella, la ligne d'hygiène intime de Rottapharm, pour le maillot blanc et SMP, une marque de selle de vélo, pour le maillot cyclamen.

## Étapes
| Étape     | Date       | Villes étapes                     |                             | Distance (km) | Vainqueur d’étape      | Leader du classement général |
| --------- | ---------- | --------------------------------- | --------------------------- | ------------- | ---------------------- | ---------------------------- |
| Prologue  | 3 juillet  | Ljubljana (SLO) - Ljubljana (SLO) | Prologue                    | 2             | Annemiek van Vleuten   | Annemiek van Vleuten         |
| 1re étape | 4 juillet  | Kamnik (SLO) - Ljubljana (SLO)    | Étape de plaine             | 102,5         | Barbara Guarischi      | Lucinda Brand                |
| 2e étape  | 5 juillet  | Gaiarine - San Fior               | Étape vallonnée             | 121,5         | Megan Guarnier         | Megan Guarnier               |
| 3e étape  | 6 juillet  | Curtatone - Mantoue               | Étape de plaine             | 130,4         | Lucinda Brand          | Megan Guarnier               |
| 4e étape  | 7 juillet  | Pioltello - Pozzo d'Adda          | Étape de plaine             | 98            | Annalisa Cucinotta     | Megan Guarnier               |
| 5e étape  | 8 juillet  | Trezzo sull'Adda - Aprica         | Étape de moyenne montagne   | 128,4         | Pauline Ferrand-Prévot | Megan Guarnier               |
| 6e étape  | 9 juillet  | Tresivio - Morbegno               | Étape de montagne           | 102,5         | Mayuko Hagiwara        | Megan Guarnier               |
| 7e étape  | 10 juillet | Arenzano - Loano                  | Étape de montagne           | 89,7          | Lucinda Brand          | Megan Guarnier               |
| 8e étape  | 11 juillet | Pisano - Nebbiuno                 | Contre-la-montre individuel | 21,7          | Anna van der Breggen   | Anna van der Breggen         |
| 9e étape  | 12 juillet | Verbania - San Domenico di Varzo  | Étape de montagne           | 92,7          | Mara Abbott            | Anna van der Breggen         |

## Déroulement de la course

### Prologue
Dans le prologue inaugural, Annemiek van Vleuten s'impose, suivie par trois coureuses de l'équipe Rabo Liv Women. Pauline Ferrand-Prévot est douzième et s'empare du maillot blanc de la meilleure jeune. Valentina Scandolara est la meilleure Italienne,,.

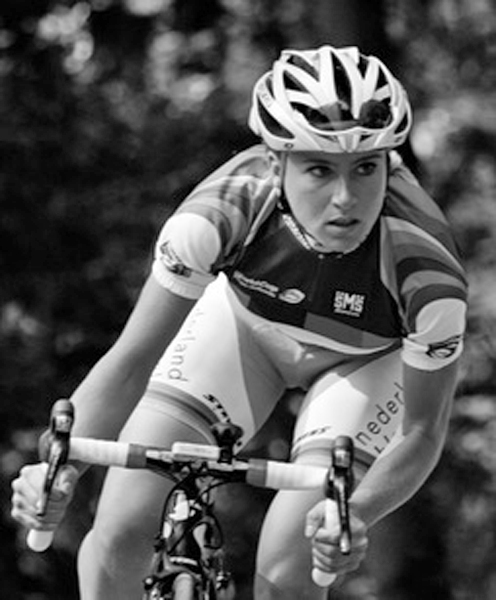
Annemiek van Vleuten remporte le prologue

| Classement de l'étape | Classement de l'étape | Classement de l'étape | Classement de l'étape | Classement de l'étape |
|                       | Coureur               | Pays                  | Équipe                | Temps                 |
| --------------------- | --------------------- | --------------------- | --------------------- | --------------------- |
| 1er                   | Annemiek van Vleuten  | Pays-Bas              | Bigla                 | en 2 min 52 s         |
| 2e                    | Lucinda Brand         | Pays-Bas              | Rabo Liv Women        | +1 s                  |
| 3e                    | Roxane Knetemann      | Pays-Bas              | Rabo Liv Women        | +1 s                  |
| 4e                    | Anna van der Breggen  | Pays-Bas              | Boels Dolmans         | +1 s                  |
| 5e                    | Ellen van Dijk        | Pays-Bas              | Boels Dolmans         | +2 s                  |
| 6e                    | Ashleigh Moolman      | Afrique du Sud        | Bigla                 | +2 s                  |
| 7e                    | Valentina Scandolara  | Italie                | Orica-AIS             | +2 s                  |
| 8e                    | Megan Guarnier        | États-Unis            | Boels Dolmans         | +3 s                  |
| 9e                    | Tiffany Cromwell      | Australie             | Velocio-SRAM          | +5 s                  |
| 10e                   | Chantal Blaak         | Pays-Bas              | Boels Dolmans         | +5 s                  |
| modifier              |                       |                       |                       |                       |

### 1reétape
Durant la première étape, une échappée composée de Małgorzata Jasińska, Chantal Hoffmann et Ana Maria Covrig part dans les premiers kilomètres. Elle est reprise par le peloton à cinq kilomètres de l'arrivée. Barbara Guarischi remporte le sprint. Lucinda Brand se classe deuxième mais s'empare du maillot de leader du classement général et par points,.

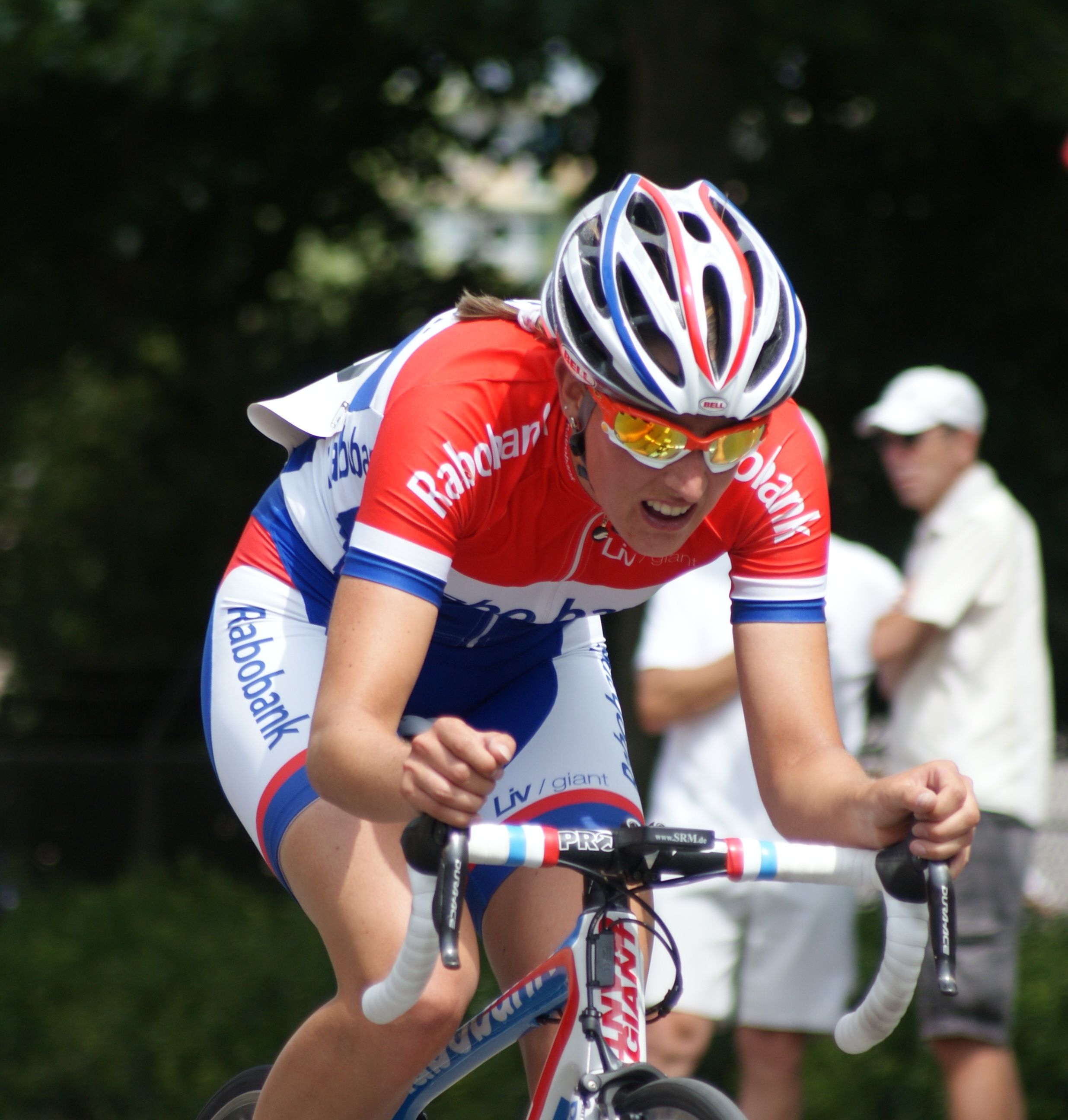
Lucinda Brand gagne deux étapes, porte une journée le maillot rose et cinq journées le maillot cyclamen

| Classement de l'étape | Classement de l'étape    | Classement de l'étape | Classement de l'étape  | Classement de l'étape |
|                       | Coureur                  | Pays                  | Équipe                 | Temps                 |
| --------------------- | ------------------------ | --------------------- | ---------------------- | --------------------- |
| 1er                   | Barbara Guarischi        | Italie                | Velocio-SRAM           | en 2 h 32 min 23 s    |
| 2e                    | Lucinda Brand            | Pays-Bas              | Rabo Liv Women         | m.t.                  |
| 3e                    | Tiffany Cromwell         | Australie             | Velocio-SRAM           | m.t.                  |
| 4e                    | Elena Cecchini           | Italie                | Lotto Soudal Ladies    | m.t.                  |
| 5e                    | Floortje Mackaij         | Pays-Bas              | Liv-Plantur            | m.t.                  |
| 6e                    | Giorgia Bronzini         | Italie                | Wiggle-Honda           | m.t.                  |
| 7e                    | Annalisa Cucinotta       | Italie                | Alé Cipollini          | m.t.                  |
| 8e                    | Anna Zita Maria Stricker | Italie                | Inpa Sottoli Giusfredi | m.t.                  |
| 9e                    | Mia Radotić              | Croatie               | BTC City Ljubljana     | m.t.                  |
| 10e                   | Anna Trevisi             | Italie                | Inpa Sottoli Giusfredi | m.t.                  |
| modifier              |                          |                       |                        |                       |

| Classement général | Classement général   | Classement général | Classement général | Classement général |
|                    | Coureur              | Pays               | Équipe             | Temps              |
| ------------------ | -------------------- | ------------------ | ------------------ | ------------------ |
| 1er                | Lucinda Brand        | Pays-Bas           | Rabo Liv Women     | en 2 h 35 min 6 s  |
| 2e                 | Barbara Guarischi    | Italie             | Velocio-SRAM       | +4 s               |
| 3e                 | Annemiek van Vleuten | Pays-Bas           | Bigla              | +5 s               |
| 4e                 | Roxane Knetemann     | Pays-Bas           | Rabo Liv Women     | +6 s               |
| 5e                 | Tiffany Cromwell     | Australie          | Velocio-SRAM       | +7 s               |
| 6e                 | Anna van der Breggen | Pays-Bas           | Rabo Liv Women     | +7 s               |
| 7e                 | Ellen van Dijk       | Pays-Bas           | Boels Dolmans      | +8 s               |
| 8e                 | Ashleigh Moolman     | Afrique du Sud     | Bigla              | +8 s               |
| 9e                 | Valentina Scandolara | Italie             | Orica-AIS          | +8 s               |
| 10e                | Megan Guarnier       | États-Unis         | Boels Dolmans      | +9 s               |
| modifier           |                      |                    |                    |                    |

### 2eétape
La deuxième étape se court sous une forte chaleur : 40 °C. Une première échappée constituée de Carlee Taylor et de Flávia Oliveira part dans le premier prix de la montagne. Elle compte jusqu'à deux minutes d'avance. L'Australienne chute toutefois dans la descente du deuxième classement de la montagne. Un groupe de contre constitué des leaders Elisa Longo Borghini, Mara Abbott, Katarzyna Niewiadoma, Anna Van der Breggen, Karol-Ann Canuel, Ashleigh Moolman-Pasio, Evelyn Stevens et Megan Guarnier les rattrape et se dispute la victoire. Cette dernière se montre la plus rapide en devançant de peu la Néerlandaise. Au classement général, Megan Guarnier a deux secondes d'avance sur van der Breggen. Katarzyna Niewiadoma prend la tête du classement de la meilleure jeune,.

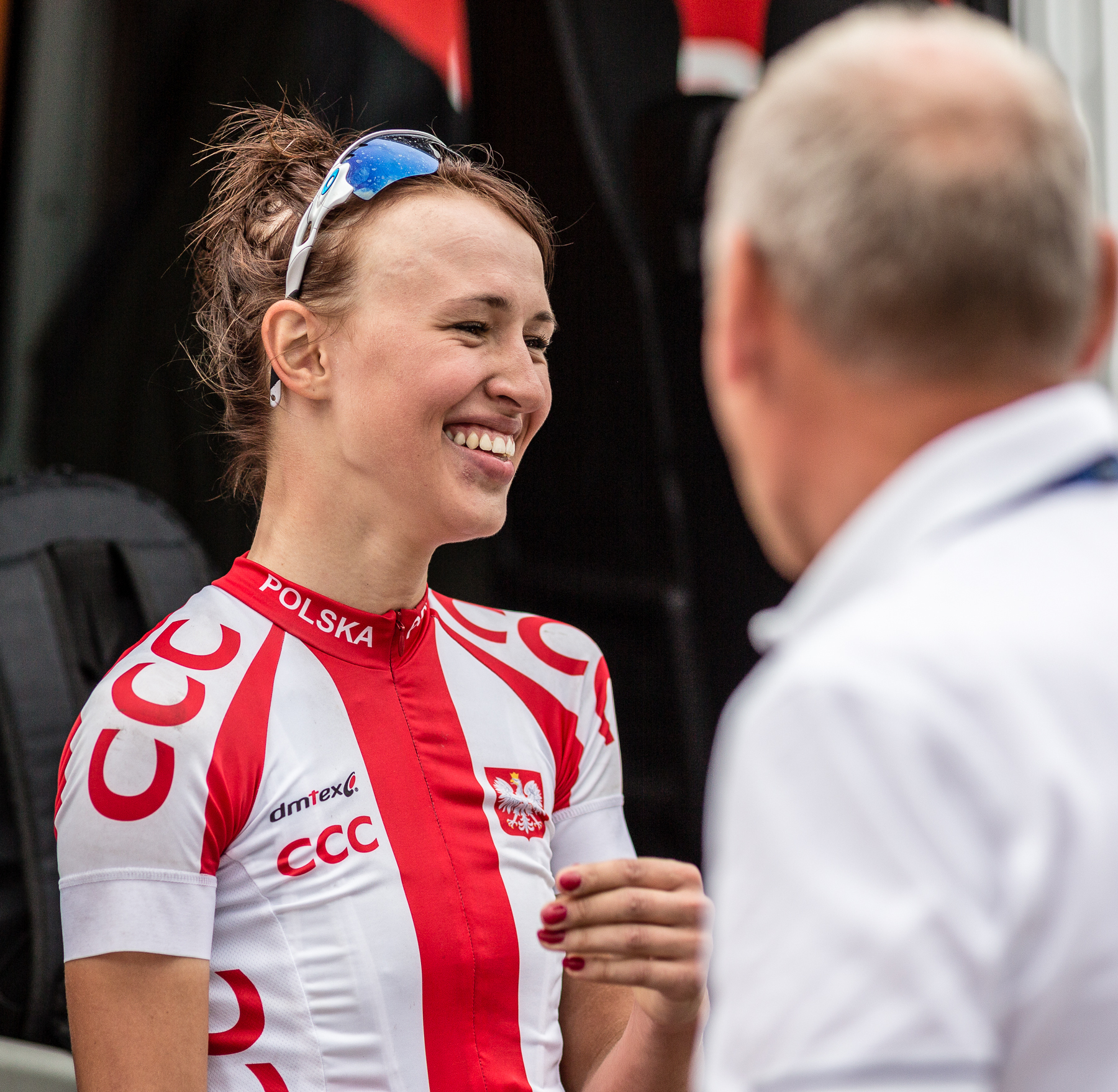
Katarzyna Niewiadoma prend la tête du classement de la meilleure jeune à la fin de la deuxième étape et conserve ce maillot jusqu'au bout de l'épreuve

| Classement de l'étape | Classement de l'étape | Classement de l'étape | Classement de l'étape | Classement de l'étape |
|                       | Coureur               | Pays                  | Équipe                | Temps                 |
| --------------------- | --------------------- | --------------------- | --------------------- | --------------------- |
| 1er                   | Megan Guarnier        | États-Unis            | Boels Dolmans         | en 3 h 12 min 44 s    |
| 2e                    | Anna van der Breggen  | Pays-Bas              | Rabo Liv Women        | m.t.                  |
| 3e                    | Ashleigh Moolman      | Afrique du Sud        | Bigla                 | m.t.                  |
| 4e                    | Elisa Longo Borghini  | Italie                | Wiggle Honda          | m.t.                  |
| 5e                    | Karol-Ann Canuel      | Canada                | Velocio-SRAM          | +2 s                  |
| 6e                    | Evelyn Stevens        | États-Unis            | Boels Dolmans         | +2 s                  |
| 7e                    | Katarzyna Niewiadoma  | Pologne               | Rabo Liv Women        | +2 s                  |
| 8e                    | Mara Abbott           | États-Unis            | Wiggle Honda          | +6 s                  |
| 9e                    | Eugenia Bujak         | Pologne               | BTC City Ljubljana    | +1 min 44 s           |
| 10e                   | Rachel Neylan         | Australie             | Orica-AIS             | +1 min 47 s           |
| modifier              |                       |                       |                       |                       |

| Classement général | Classement général   | Classement général | Classement général | Classement général |
|                    | Coureur              | Pays               | Équipe             | Temps              |
| ------------------ | -------------------- | ------------------ | ------------------ | ------------------ |
| 1er                | Megan Guarnier       | États-Unis         | Boels Dolmans      | en 5 h 47 min 49 s |
| 2e                 | Anna van der Breggen | Pays-Bas           | Rabo Liv Women     | +2 s               |
| 3e                 | Ashleigh Moolman     | Afrique du Sud     | Bigla              | +5 s               |
| 4e                 | Elisa Longo Borghini | Italie             | Wiggle Honda       | +13 s              |
| 5e                 | Evelyn Stevens       | États-Unis         | Boels Dolmans      | +15 s              |
| 6e                 | Katarzyna Niewiadoma | Pologne            | Rabo Liv Women     | +17 s              |
| 7e                 | Karol-Ann Canuel     | Canada             | Velocio-SRAM       | +24 s              |
| 8e                 | Mara Abbott          | États-Unis         | Wiggle Honda       | +24 s              |
| 9e                 | Lucinda Brand        | Pays-Bas           | Rabo Liv Women     | +1 min 40 s        |
| 10e                | Annemiek van Vleuten | Pays-Bas           | Bigla              | +1 min 53 s        |
| modifier           |                      |                    |                    |                    |

### 3eétape
Lors de la troisième étape, Lizzie Williams attaque au début d'étape mais se fait reprendre à l'approche du prix de la montagne à Monzambano, soit au kilomètre quatre-vingt. Après l'ascension, un groupe de neuf coureuses se détache. On y trouve : Lucinda Brand, Mayuko Hagiwara, Valentina Scandolara, Małgorzata Jasińska, Chiara Pierobon, Daiva Tušlaitė, Claudia Lichtenberg, Elena Cecchini et Loren Rowney. Elena Franchi tente bien ensuite de faire la jonction, mais elle se fait reprendre par le peloton. Ce dernier hausse son rythme afin de revenir sur l'échappée mais n'y parvient pas. Les neuf coureuses se disputent la victoire au sprint. Valentina Scandolara le lance, mais Lucinda Brand la remonte et s'impose. Elle assoit ainsi sa domination sur le classement par points,.

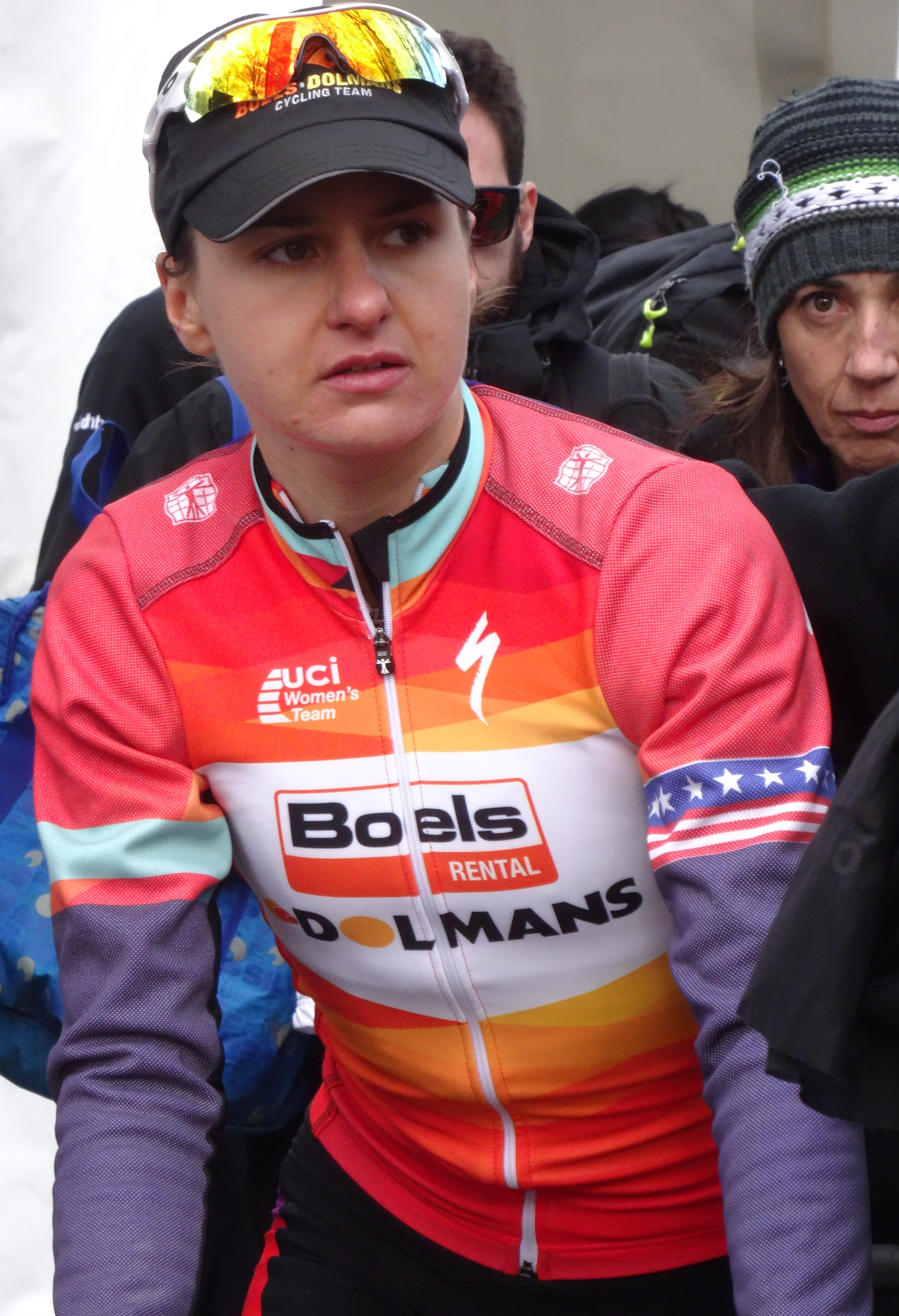
Megan Guarnier porte durant six jours le maillot rose et semble longtemps en mesure de s'imposer

| Classement de l'étape | Classement de l'étape | Classement de l'étape | Classement de l'étape   | Classement de l'étape |
|                       | Coureur               | Pays                  | Équipe                  | Temps                 |
| --------------------- | --------------------- | --------------------- | ----------------------- | --------------------- |
| 1er                   | Lucinda Brand         | Pays-Bas              | Rabo Liv Women          | en 3 h 17 min 57 s    |
| 2e                    | Valentina Scandolara  | Italie                | Orica-AIS               | m.t.                  |
| 3e                    | Elena Cecchini        | Italie                | Lotto Soudal Ladies     | m.t.                  |
| 4e                    | Loren Rowney          | Australie             | Velocio-SRAM            | m.t.                  |
| 5e                    | Mayuko Hagiwara       | Japon                 | Wiggle Honda            | m.t.                  |
| 6e                    | Daiva Tušlaitė        | Lituanie              | Inpa Sottoli Giusfredi  | m.t.                  |
| 7e                    | Małgorzata Jasińska   | Pologne               | Alé Cipollini           | m.t.                  |
| 8e                    | Claudia Lichtenberg   | Allemagne             | Liv-Plantur             | m.t.                  |
| 9e                    | Chiara Pierobon       | Italie                | Top Girls Fassa Bortolo | +10 s                 |
| 10e                   | Annalisa Cucinotta    | Italie                | Alé Cipollini           | +1 min 15 s           |
| modifier              |                       |                       |                         |                       |

| Classement général | Classement général   | Classement général | Classement général  | Classement général |
|                    | Coureur              | Pays               | Équipe              | Temps              |
| ------------------ | -------------------- | ------------------ | ------------------- | ------------------ |
| 1er                | Megan Guarnier       | États-Unis         | Boels Dolmans       | en 9 h 7 min 1 s   |
| 2e                 | Anna van der Breggen | Pays-Bas           | Rabo Liv Women      | +2 s               |
| 3e                 | Ashleigh Moolman     | Afrique du Sud     | Bigla               | +5 s               |
| 4e                 | Lucinda Brand        | Pays-Bas           | Rabo Liv Women      | +12 s              |
| 5e                 | Elisa Longo Borghini | Italie             | Wiggle Honda        | +13 s              |
| 6e                 | Evelyn Stevens       | États-Unis         | Boels Dolmans       | +15 s              |
| 7e                 | Katarzyna Niewiadoma | Pologne            | Rabo Liv Women      | +17 s              |
| 8e                 | Karol-Ann Canuel     | Canada             | Velocio-SRAM        | +24 s              |
| 9e                 | Mara Abbott          | États-Unis         | Wiggle Honda        | +37 s              |
| 10e                | Elena Cecchini       | Italie             | Lotto Soudal Ladies | +43 s              |
| modifier           |                      |                    |                     |                    |

### 4eétape
La quatrième étape est animée par un groupe de quatre coureuses : Silvia Valsecchi, Mieke Kröger, Valentina Bastianelli (en) et Lizzie Williams. Elles quittent le peloton après le premier tour de circuit et comptent jusqu'à trois minutes d'avance. Elles sont reprises dans le final. La quatrième étape se conclut donc par un sprint remporté par Annalisa Cucinotta devant Marta Bastianelli et Elena Cecchini. Le podium est donc entièrement italien,.

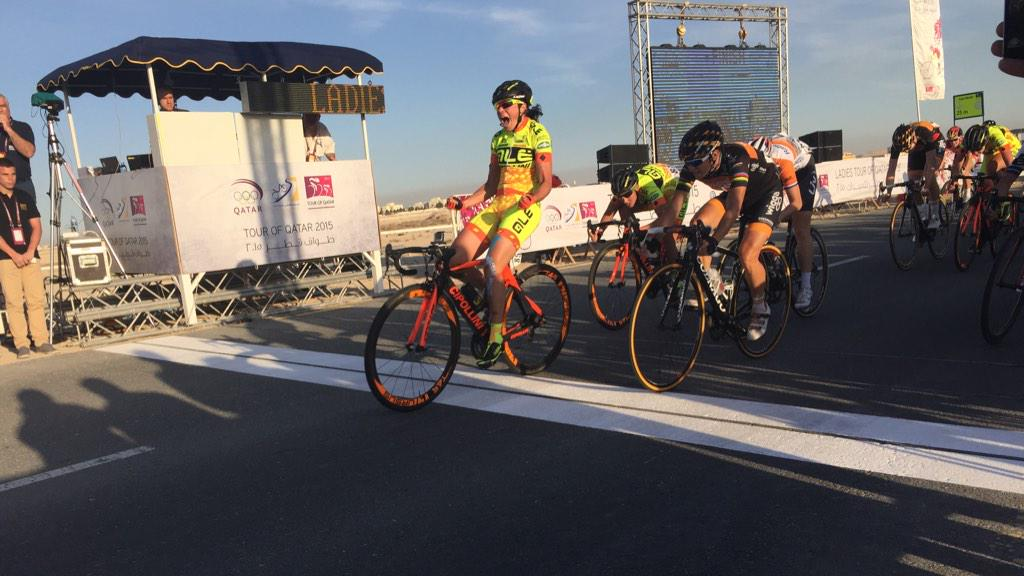
Annalisa Cucinotta remporte au sprint la quatrième étape

| Classement de l'étape | Classement de l'étape    | Classement de l'étape | Classement de l'étape  | Classement de l'étape |
|                       | Coureur                  | Pays                  | Équipe                 | Temps                 |
| --------------------- | ------------------------ | --------------------- | ---------------------- | --------------------- |
| 1er                   | Annalisa Cucinotta       | Italie                | Alé Cipollini          | en 2 h 46 min 13 s    |
| 2e                    | Marta Bastianelli        | Italie                | Aromitalia Vaiano      | m.t.                  |
| 3e                    | Elena Cecchini           | Italie                | Lotto Soudal Ladies    | m.t.                  |
| 4e                    | Tiffany Cromwell         | Australie             | Velocio-SRAM           | m.t.                  |
| 5e                    | Ilaria Sanguineti        | Italie                | BePink LaClassica      | m.t.                  |
| 6e                    | Barbara Guarischi        | Italie                | Velocio-SRAM           | m.t.                  |
| 7e                    | Megan Guarnier           | États-Unis            | Boels Dolmans          | m.t.                  |
| 8e                    | Lucinda Brand            | Allemagne             | Rabo Liv Women         | m.t.                  |
| 9e                    | Anna Zita Maria Stricker | Italie                | Inpa Sottoli Giusfredi | m.t.                  |
| 10e                   | Lizzie Williams          | Australie             | Orica-AIS              | m.t.                  |
| modifier              |                          |                       |                        |                       |

| Classement général | Classement général   | Classement général | Classement général  | Classement général  |
|                    | Coureur              | Pays               | Équipe              | Temps               |
| ------------------ | -------------------- | ------------------ | ------------------- | ------------------- |
| 1er                | Megan Guarnier       | États-Unis         | Boels Dolmans       | en 11 h 53 min 45 s |
| 2e                 | Anna van der Breggen | Pays-Bas           | Rabo Liv Women      | +2 s                |
| 3e                 | Ashleigh Moolman     | Afrique du Sud     | Bigla               | +5 s                |
| 4e                 | Lucinda Brand        | Pays-Bas           | Rabo Liv Women      | +12 s               |
| 5e                 | Elisa Longo Borghini | Italie             | Wiggle Honda        | +13 s               |
| 6e                 | Evelyn Stevens       | États-Unis         | Boels Dolmans       | +15 s               |
| 7e                 | Katarzyna Niewiadoma | Pologne            | Rabo Liv Women      | +17 s               |
| 8e                 | Karol-Ann Canuel     | Canada             | Velocio-SRAM        | +24 s               |
| 9e                 | Mara Abbott          | États-Unis         | Wiggle Honda        | +37 s               |
| 10e                | Elena Cecchini       | Italie             | Lotto Soudal Ladies | +39 s               |
| modifier           |                      |                    |                     |                     |

### 5eétape
Sur la cinquième étape, une échappée se constitue progressivement avec en son sein Roxane Knetemann, Anouska Koster, Claudia Lichtenberg , Małgorzata Jasińska, Tetyana Riabchenko, Anna Trevisi, Chantal Blaak et Amanda Spratt. L'avance reste cependant sous les deux minutes. À quinze kilomètres du but, seule Tetyana Riabchenko est encore en tête. Dans l'ascension finale, Claudia Lichtenberg attaque mais se fait reprendre par le groupe de quarante coureuses restant. Katrin Garfoot et Anouska Koster placent un contre et prennent un peu d'avance. Un peloton réduit revient toutefois sur elles à trois kilomètres de la ligne. Pauline Ferrand-Prévot attaque avec Francesca Cauz à deux kilomètres de l'arrivée. Elle distance l'Italienne et gagne seule. Megan Guarnier est la plus rapide du peloton, tandis qu'Anna van der Breggen termine troisième de l'étape,. 

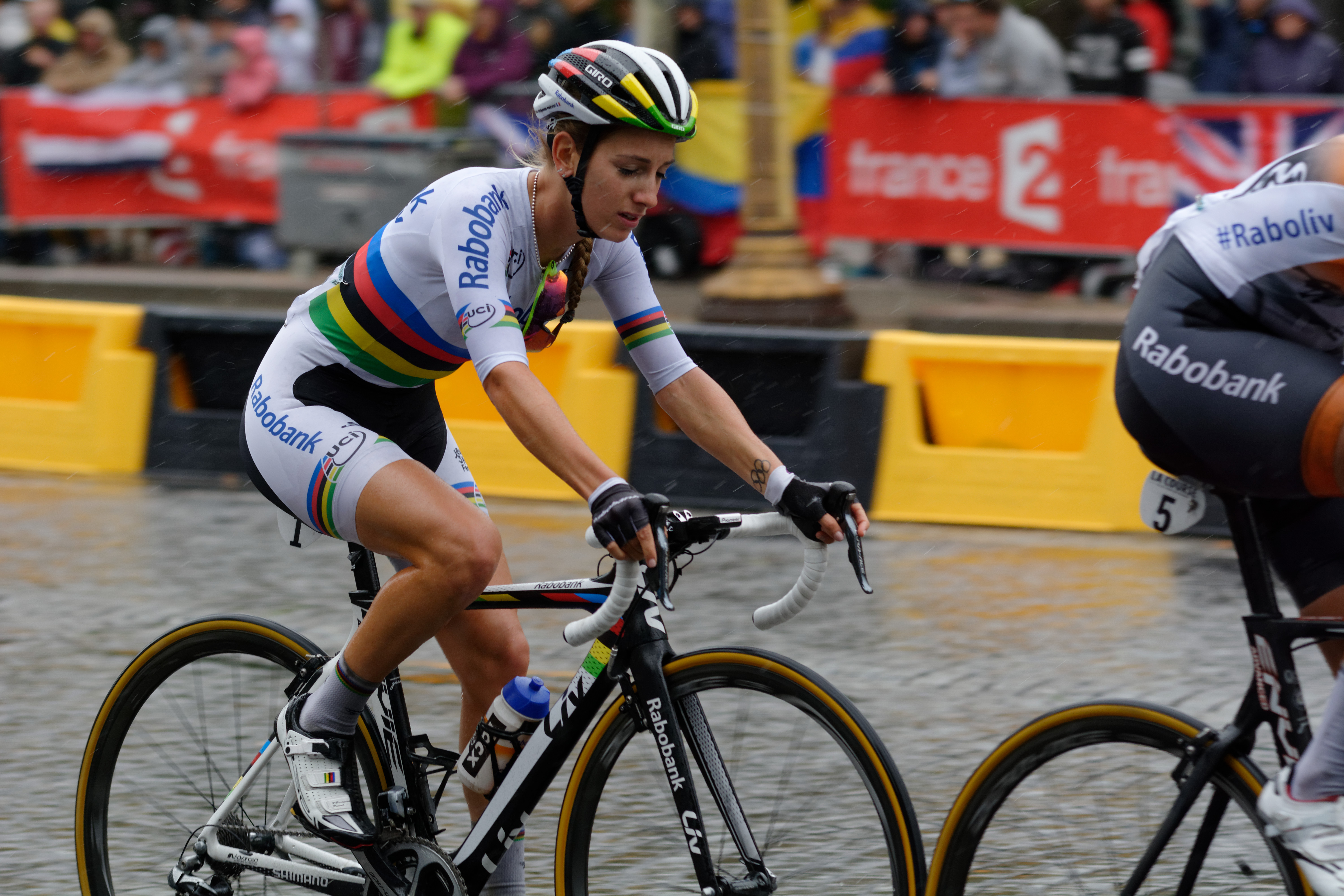
Pauline Ferrand-Prévot gagne la cinquième étape

| Classement de l'étape | Classement de l'étape  | Classement de l'étape | Classement de l'étape | Classement de l'étape |
|                       | Coureur                | Pays                  | Équipe                | Temps                 |
| --------------------- | ---------------------- | --------------------- | --------------------- | --------------------- |
| 1er                   | Pauline Ferrand-Prévot | France                | Rabo Liv Women        | en 3 h 16 min 28 s    |
| 2e                    | Megan Guarnier         | États-Unis            | Boels Dolmans         | +1 s                  |
| 3e                    | Anna van der Breggen   | Pays-Bas              | Rabo Liv Women        | +1 s                  |
| 4e                    | Katarzyna Niewiadoma   | Pologne               | Rabo Liv Women        | +1 s                  |
| 5e                    | Ashleigh Moolman       | Afrique du Sud        | Bigla                 | +1 s                  |
| 6e                    | Alena Amialiusik       | Biélorussie           | Velocio-SRAM          | +1 s                  |
| 7e                    | Lucinda Brand          | Pays-Bas              | Rabo Liv Women        | +1 s                  |
| 8e                    | Sabrina Stultiens      | Pays-Bas              | Liv-Plantur           | +1 s                  |
| 9e                    | Thalita de Jong        | Pays-Bas              | Rabo Liv Women        | +1 s                  |
| 10e                   | Flávia Oliveira        | Brésil                | Alé Cipollini         | +1 s                  |
| modifier              |                        |                       |                       |                       |

| Classement général | Classement général   | Classement général | Classement général  | Classement général |
|                    | Coureur              | Pays               | Équipe              | Temps              |
| ------------------ | -------------------- | ------------------ | ------------------- | ------------------ |
| 1er                | Megan Guarnier       | États-Unis         | Boels Dolmans       | en 15 h 10 min 7 s |
| 2e                 | Anna van der Breggen | Pays-Bas           | Rabo Liv Women      | +5 s               |
| 3e                 | Ashleigh Moolman     | Afrique du Sud     | Bigla               | +12 s              |
| 4e                 | Lucinda Brand        | Pays-Bas           | Rabo Liv Women      | +19 s              |
| 5e                 | Elisa Longo Borghini | Italie             | Wiggle Honda        | +20 s              |
| 6e                 | Evelyn Stevens       | États-Unis         | Boels Dolmans       | +22 s              |
| 7e                 | Katarzyna Niewiadoma | Pologne            | Rabo Liv Women      | +24 s              |
| 8e                 | Karol-Ann Canuel     | Canada             | Velocio-SRAM        | +31 s              |
| 9e                 | Mara Abbott          | États-Unis         | Wiggle Honda        | +44 s              |
| 10e                | Elena Cecchini       | Italie             | Lotto Soudal Ladies | +46 s              |
| modifier           |                      |                    |                     |                    |

### 6eétape
Sur la sixième étape, une échappée constituée de Mayuko Hagiwara, Shara Gillow, Lizzie Armitstead, Elena Berlato, Alice Maria Arzuffi et Sharon Laws se forme rapidement. Mayuko Hagiwara attaque ensuite dans la dernière ascension à Caspano pour s'imposer en solitaire. Elle devient ainsi la première Japonaise à s'imposer sur le Tour d'Italie. Derrière, le peloton est réduit à trente coureuses dès la première ascension. Ashleigh Moolman et Alena Amialiusik attaquent dans la deuxième côte à cinquante kilomètres de l'arrivée ce qui provoque l'éclatement du peloton. Le groupe des leaders se dispute finalement la deuxième place, sprint remporté comme la veille par Megan Guarnier,.

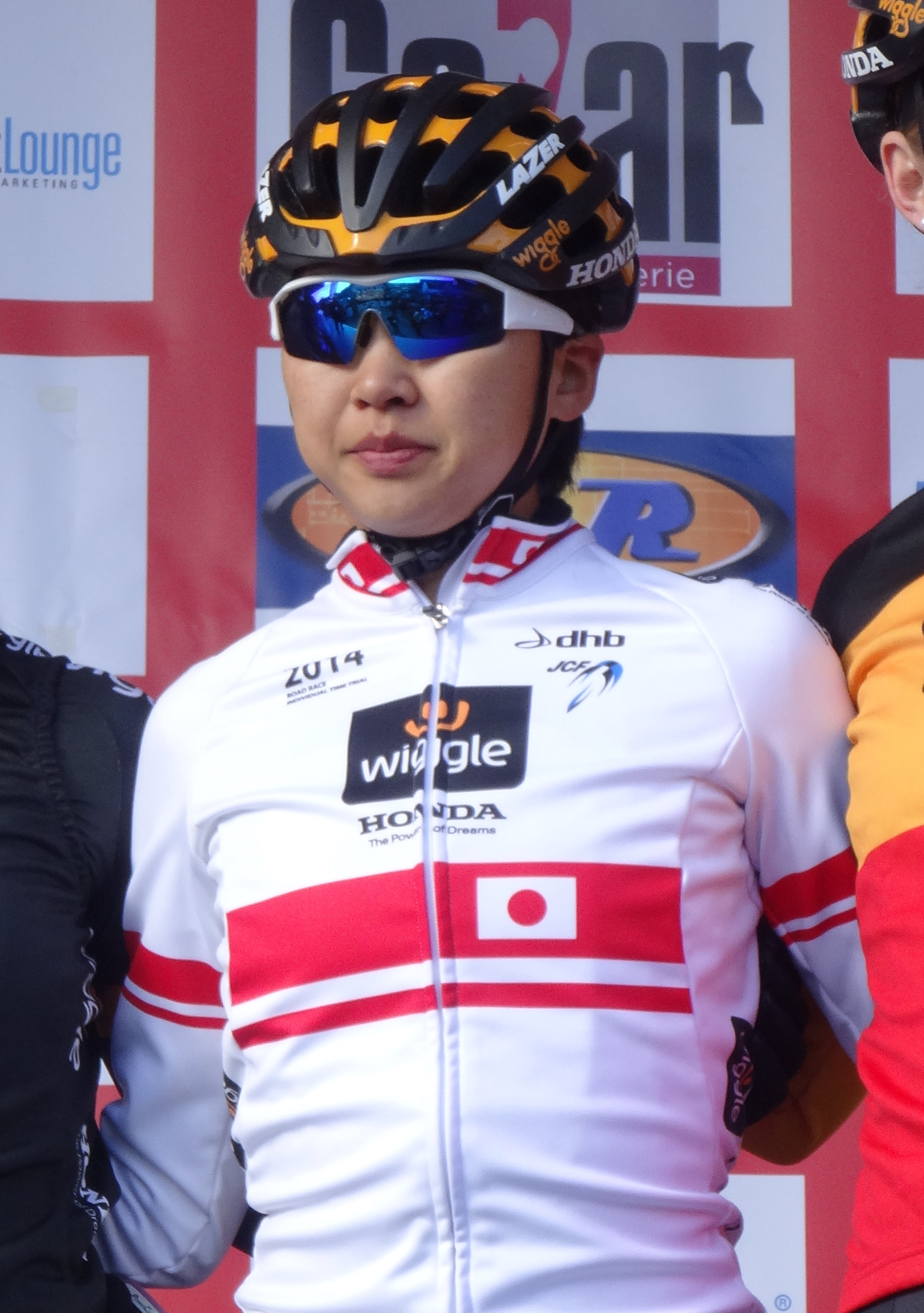
Mayuko Hagiwara gagne la sixième étape

| Classement de l'étape | Classement de l'étape  | Classement de l'étape | Classement de l'étape | Classement de l'étape |
|                       | Coureur                | Pays                  | Équipe                | Temps                 |
| --------------------- | ---------------------- | --------------------- | --------------------- | --------------------- |
| 1er                   | Mayuko Hagiwara        | Japon                 | Wiggle Honda          | en 3 h 12 min 26 s    |
| 2e                    | Megan Guarnier         | États-Unis            | Boels Dolmans         | +24 s                 |
| 3e                    | Ashleigh Moolman       | Afrique du Sud        | Bigla                 | +24 s                 |
| 4e                    | Anna van der Breggen   | Pays-Bas              | Rabo Liv Women        | +24 s                 |
| 5e                    | Katarzyna Niewiadoma   | Pologne               | Rabo Liv Women        | +24 s                 |
| 6e                    | Evelyn Stevens         | États-Unis            | Boels Dolmans         | +24 s                 |
| 7e                    | Elisa Longo Borghini   | Italie                | Wiggle Honda          | +24 s                 |
| 8e                    | Flávia Oliveira        | Brésil                | Alé Cipollini         | +24 s                 |
| 9e                    | Pauline Ferrand-Prévot | France                | Rabo Liv Women        | +24 s                 |
| 10e                   | Shara Gillow           | Australie             | Rabo Liv Women        | +27 s                 |
| modifier              |                        |                       |                       |                       |

| Classement général | Classement général     | Classement général | Classement général | Classement général  |
|                    | Coureur                | Pays               | Équipe             | Temps               |
| ------------------ | ---------------------- | ------------------ | ------------------ | ------------------- |
| 1er                | Megan Guarnier         | États-Unis         | Boels Dolmans      | en 18 h 22 min 51 s |
| 2e                 | Anna van der Breggen   | Pays-Bas           | Rabo Liv Women     | +11 s               |
| 3e                 | Ashleigh Moolman       | Afrique du Sud     | Bigla              | +14 s               |
| 4e                 | Elisa Longo Borghini   | Italie             | Wiggle Honda       | +25 s               |
| 5e                 | Evelyn Stevens         | États-Unis         | Boels Dolmans      | +28 s               |
| 6e                 | Katarzyna Niewiadoma   | Pologne            | Rabo Liv Women     | +30 s               |
| 7e                 | Mayuko Hagiwara        | Japon              | Wiggle Honda       | +33 s               |
| 8e                 | Mara Abbott            | États-Unis         | Wiggle Honda       | +53 s               |
| 9e                 | Pauline Ferrand-Prévot | France             | Rabo Liv Women     | +2 min 1 s          |
| 10e                | Roxane Knetemann       | Pays-Bas           | Rabo Liv Women     | +2 min 14 s         |
| modifier           |                        |                    |                    |                     |

### 7eétape
La septième étape comporte deux cols. Le col de première catégorie du Naso di Gatto qui est monté sur un rythme assez faible par le peloton. Flávia Oliveira remporte le prix de la montagne. Lucinda Brand attaque juste après le col et utilise ses qualités de descendeuse pour créer un écart. Elle mène au bout une longue échappée solitaire et gagne avec plus de deux minutes d'avance. Elle récupère ainsi le maillot de leader du classement par points perdu la veille. Derrière, malgré des tentatives d'attaques de Mara Abbott dans la montée du Rialto, les leaders du classement général ne se départagent pas. Megan Guarnier est pour la troisième fois consécutive deuxième d'une étape,,.

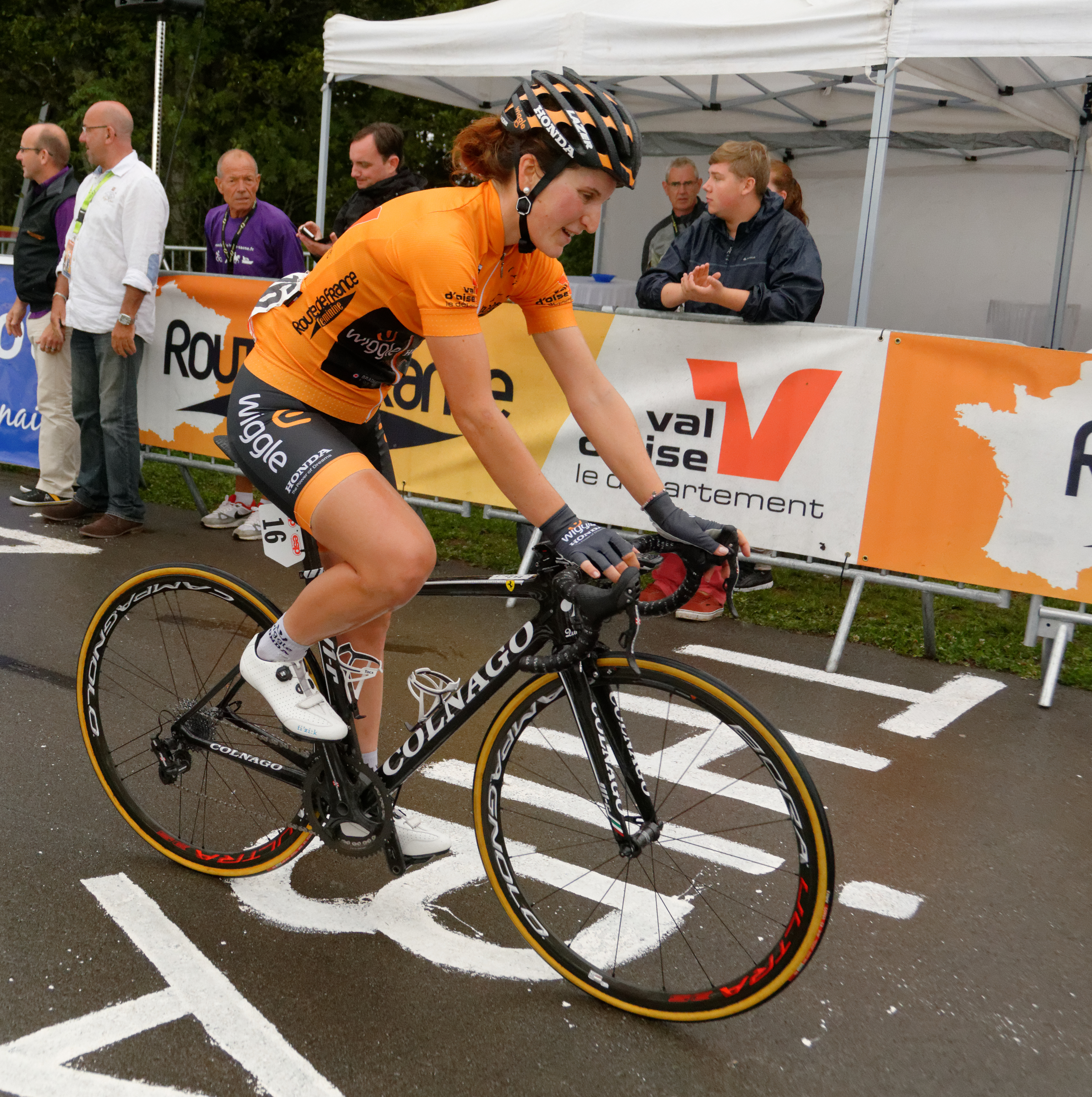
Elisa Longo Borghini se montre régulière tout au long de l'épreuve finit huitième et première Italienne

| Classement de l'étape | Classement de l'étape  | Classement de l'étape | Classement de l'étape | Classement de l'étape |
|                       | Coureur                | Pays                  | Équipe                | Temps                 |
| --------------------- | ---------------------- | --------------------- | --------------------- | --------------------- |
| 1er                   | Lucinda Brand          | Pays-Bas              | Rabo Liv Women        | en 2 h 38 min 15 s    |
| 2e                    | Megan Guarnier         | États-Unis            | Boels Dolmans         | +2 min 41 s           |
| 3e                    | Ashleigh Moolman       | Afrique du Sud        | Bigla                 | +2 min 41 s           |
| 4e                    | Katarzyna Niewiadoma   | Pologne               | Rabo Liv Women        | +2 min 41 s           |
| 5e                    | Elisa Longo Borghini   | Italie                | Wiggle Honda          | +2 min 41 s           |
| 6e                    | Anna van der Breggen   | Pays-Bas              | Rabo Liv Women        | +2 min 41 s           |
| 7e                    | Mara Abbott            | États-Unis            | Wiggle Honda          | +2 min 43 s           |
| 8e                    | Pauline Ferrand-Prévot | France                | Rabo Liv Women        | +4 min 30 s           |
| 9e                    | Roxane Knetemann       | Pays-Bas              | Rabo Liv Women        | +4 min 30 s           |
| 10e                   | Claudia Lichtenberg    | Allemagne             | Liv-Plantur           | +4 min 30 s           |
| modifier              |                        |                       |                       |                       |

| Classement général | Classement général     | Classement général | Classement général | Classement général |
|                    | Coureur                | Pays               | Équipe             | Temps              |
| ------------------ | ---------------------- | ------------------ | ------------------ | ------------------ |
| 1er                | Megan Guarnier         | États-Unis         | Boels Dolmans      | en 21 h 3 min 41 s |
| 2e                 | Ashleigh Moolman       | Afrique du Sud     | Bigla              | +16 s              |
| 3e                 | Anna van der Breggen   | Pays-Bas           | Rabo Liv Women     | +17 s              |
| 4e                 | Elisa Longo Borghini   | Italie             | Wiggle Honda       | +31 s              |
| 5e                 | Katarzyna Niewiadoma   | Pologne            | Rabo Liv Women     | +36 s              |
| 6e                 | Mara Abbott            | États-Unis         | Wiggle Honda       | +1 min 1 s         |
| 7e                 | Evelyn Stevens         | États-Unis         | Boels Dolmans      | +2 min 23 s        |
| 8e                 | Pauline Ferrand-Prévot | France             | Rabo Liv Women     | +3 min 56 s        |
| 9e                 | Roxane Knetemann       | Pays-Bas           | Rabo Liv Women     | +4 min 9 s         |
| 10e                | Shara Gillow           | Australie          | Rabo Liv Women     | +4 min 12 s        |
| modifier           |                        |                    |                    |                    |

### 8eétape
La huitième étape est un contre-la-montre très vallonné. Le premier temps de référence est réalisé par l'Australienne Katrin Garfoot. La championne du monde de la discipline en 2014, Ellen van Dijk, fait le deuxième temps provisoire. Elle est ensuite battue par Alena Amialiusik. Ces temps sont de nouveaux battus par Lucinda Brand et Karol-Ann Canuel qui poste à un moment à la deuxième et troisième position. Parmi les coureuses les mieux classées au classement général, Pauline Ferrand-Prévot réalise le troisième temps provisoire. Son temps est amélioré ensuite par Evelyn Stevens et Mara Abbott. Katarzyna Niewiadoma prend la seconde place provisoire du chrono à onze secondes de Katrin Garfoot. Ce n'est qu'avec l'arrivée d'Anna van der Breggen que ce temps de référence est devancé. Elle parcourt le circuit en une minute dix-sept de moins que l'Australienne. Malgré sa deuxième place, Megan Guarnier doit céder la tête du classement général à Anna van der Breggen qui gagne donc l'étape avec plus d'une minute d'avance. Ashleigh Moolman est troisième et perd une place au classement général. Katarzyna Niewiadoma démontre une nouvelle fois sa bonne forme en se classant cinquième,,.

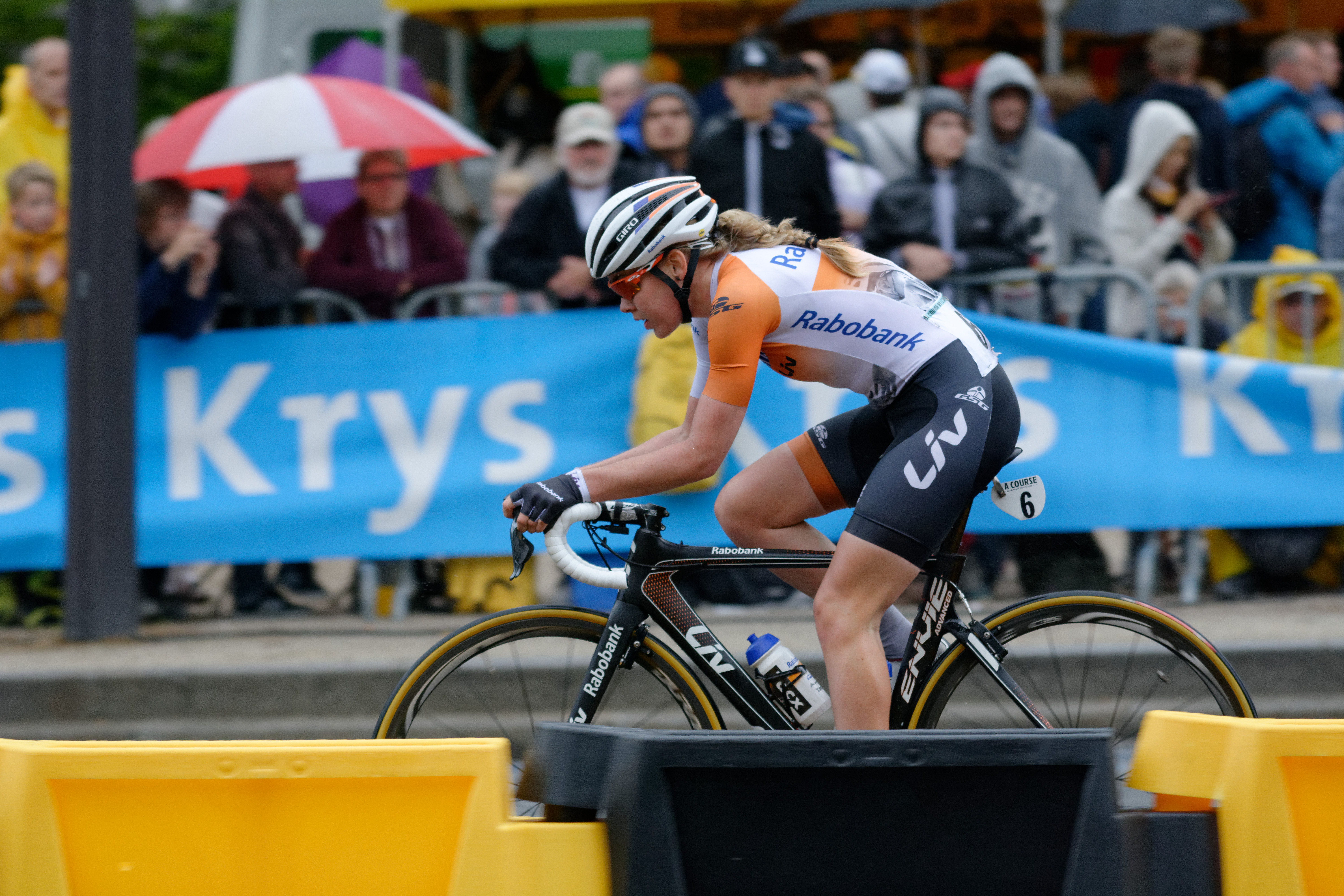
Anna van der Breggen domine le contre-la-montre et prend ainsi une option sur la victoire finale

| Classement de l'étape | Classement de l'étape  | Classement de l'étape | Classement de l'étape | Classement de l'étape |
|                       | Coureur                | Pays                  | Équipe                | Temps                 |
| --------------------- | ---------------------- | --------------------- | --------------------- | --------------------- |
| 1er                   | Anna van der Breggen   | Pays-Bas              | Rabo Liv Women        | en 36 min 5 s         |
| 2e                    | Megan Guarnier         | États-Unis            | Boels Dolmans         | +1 min 3 s            |
| 3e                    | Ashleigh Moolman       | Afrique du Sud        | Bigla                 | +1 min 16 s           |
| 4e                    | Katrin Garfoot         | Australie             | Orica-AIS             | +1 min 17 s           |
| 5e                    | Katarzyna Niewiadoma   | Pologne               | Rabo Liv Women        | +1 min 27 s           |
| 6e                    | Karol-Ann Canuel       | Canada                | Velocio-SRAM          | +1 min 31 s           |
| 7e                    | Mara Abbott            | États-Unis            | Wiggle Honda          | +1 min 45 s           |
| 8e                    | Evelyn Stevens         | États-Unis            | Boels Dolmans         | +1 min 46 s           |
| 9e                    | Pauline Ferrand-Prévot | France                | Rabo Liv Women        | +1 min 53 s           |
| 10e                   | Lucinda Brand          | Pays-Bas              | Rabo Liv Women        | +2 min 1 s            |
| modifier              |                        |                       |                       |                       |

| Classement général | Classement général     | Classement général | Classement général | Classement général |
|                    | Coureur                | Pays               | Équipe             | Temps              |
| ------------------ | ---------------------- | ------------------ | ------------------ | ------------------ |
| 1er                | Anna van der Breggen   | Pays-Bas           | Rabo Liv Women     | en 21 h 40 min 3 s |
| 2e                 | Megan Guarnier         | États-Unis         | Boels Dolmans      | +46 s              |
| 3e                 | Ashleigh Moolman       | Afrique du Sud     | Bigla              | +1 min 15 s        |
| 4e                 | Katarzyna Niewiadoma   | Pologne            | Rabo Liv Women     | +1 min 46 s        |
| 5e                 | Mara Abbott            | États-Unis         | Wiggle Honda       | +2 min 29 s        |
| 6e                 | Elisa Longo Borghini   | Italie             | Wiggle Honda       | +3 min 1 s         |
| 7e                 | Evelyn Stevens         | États-Unis         | Boels Dolmans      | +3 min 52 s        |
| 8e                 | Pauline Ferrand-Prévot | France             | Rabo Liv Women     | +5 min 32 s        |
| 9e                 | Shara Gillow           | Australie          | Rabo Liv Women     | +6 min 8 s         |
| 10e                | Roxane Knetemann       | Pays-Bas           | Rabo Liv Women     | +6 min 23 s        |
| modifier           |                        |                    |                    |                    |

### 9eétape
Le matin de la dernière étape qui est une arrivée au sommet, Mara Abbott compte deux minutes trente de retard sur la porteuse du maillot rose Anna van der Breggen et pointe à la cinquième place du général. Elle met à profit ses qualités de grimpeuse et accélère à sept kilomètres de l'arrivée et n'est suivie que par la Néerlandaise. Elle attaque de nouveau à trois kilomètres de l'arrivée afin de s'adjuger le classement général. Elle gagne avec presque une minute d'avance sur la Néerlandaise mais ne réussit pas à remporter l'épreuve. Elle remonte à la deuxième place du classement général. Anna van der Breggen gère sa fin d'ascension et inscrit donc son nom au palmarès du Tour d'Italie. Megan Guarnier devient troisième du classement général pour treize secondes. Ashleigh Moolman se classe cinquième de l'étape et termine le Tour d'Italie à la quatrième place. La Brésilienne Flávia Oliveira est troisième de l'étape et conserve donc son maillot de meilleure grimpeuse,.

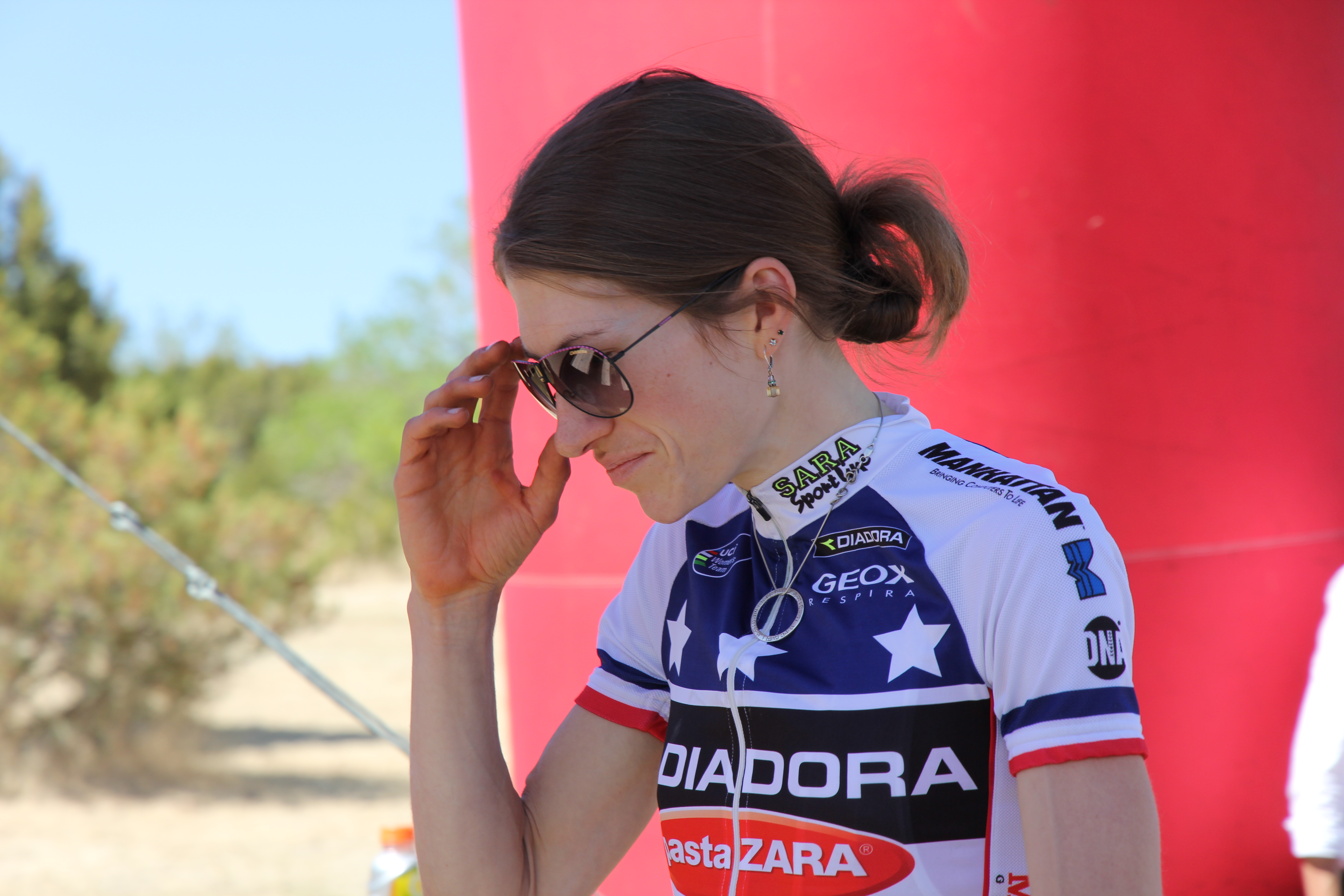
Mara Abbott remporte facilement la dernière étape du Tour d'Italie et remonte à la deuxième place du classement général

| Classement de l'étape | Classement de l'étape  | Classement de l'étape | Classement de l'étape  | Classement de l'étape |
|                       | Coureur                | Pays                  | Équipe                 | Temps                 |
| --------------------- | ---------------------- | --------------------- | ---------------------- | --------------------- |
| 1er                   | Mara Abbott            | États-Unis            | Wiggle Honda           | en 2 h 34 min 16 s    |
| 2e                    | Anna van der Breggen   | Pays-Bas              | Rabo Liv Women         | +55 s                 |
| 3e                    | Flávia Oliveira        | Brésil                | Alé Cipollini          | +1 min 13 s           |
| 4e                    | Megan Guarnier         | États-Unis            | Boels Dolmans          | +1 min 46 s           |
| 5e                    | Ashleigh Moolman       | Afrique du Sud        | Bigla                  | +1 min 46 s           |
| 6e                    | Francesca Cauz         | Italie                | Alé Cipollini          | +1 min 55 s           |
| 7e                    | Katarzyna Niewiadoma   | Pologne               | Rabo Liv Women         | +2 min 14 s           |
| 8e                    | Pauline Ferrand-Prévot | France                | Rabo Liv Women         | +2 min 14 s           |
| 9e                    | Tetyana Riabchenko     | Ukraine               | Inpa Sottoli Giusfredi | +3 min 12 s           |
| 10e                   | Claudia Lichtenberg    | Allemagne             | Liv-Plantur            | +4 min 35 s           |
| modifier              |                        |                       |                        |                       |

## Classements finals

### Classement général final
| Classement général final | Classement général final | Classement général final | Classement général final | Classement général final |
|                          | Coureur                  | Pays                     | Équipe                   | Temps                    |
| ------------------------ | ------------------------ | ------------------------ | ------------------------ | ------------------------ |
| 1er                      | Anna van der Breggen     | Pays-Bas                 | Rabo Liv Women           | en 24 h 15 min 8 s       |
| 2e                       | Mara Abbott              | États-Unis               | Wiggle Honda             | + 1 min 30 s             |
| 3e                       | Megan Guarnier           | États-Unis               | Boels Dolmans            | + 1 min 43 s             |
| 4e                       | Ashleigh Moolman         | Afrique du Sud           | Bigla                    | + 2 min 12 s             |
| 5e                       | Katarzyna Niewiadoma     | Pologne                  | Rabo Liv Women           | + 3 min 11 s             |
| 6e                       | Pauline Ferrand-Prévot   | France                   | Rabo Liv Women           | + 6 min 57 s             |
| 7e                       | Flávia Oliveira          | Brésil                   | Alé Cipollini            | + 7 min 13 s             |
| 8e                       | Elisa Longo Borghini     | Italie                   | Wiggle Honda             | + 8 min 17 s             |
| 9e                       | Evelyn Stevens           | États-Unis               | Boels Dolmans            | + 9 min 8 s              |
| 10e                      | Shara Gillow             | Australie                | Rabo Liv Women           | + 10 min 7 s             |
| modifier                 |                          |                          |                          |                          |

### Classements annexes
| Classement par points | Classement par points | Classement par points | Classement par points | Classement par points |
| --------------------- | --------------------- | --------------------- | --------------------- | --------------------- |
|                       | Coureur               | Pays                  | Équipe                | Point(s)              |
| 1er                   | Megan Guarnier        | États-Unis            | Boels Dolmans         | 78 points             |
| 2e                    | Anna van der Breggen  | Pays-Bas              | Rabo Liv Women        | 70 pts                |
| 3e                    | Lucinda Brand         | Pays-Bas              | Rabo Liv Women        | 62 pts                |
| modifier              |                       |                       |                       |                       |

| Classement de la montagne | Classement de la montagne | Classement de la montagne | Classement de la montagne | Classement de la montagne |
| ------------------------- | ------------------------- | ------------------------- | ------------------------- | ------------------------- |
|                           | Coureur                   | Pays                      | Équipe                    | Point(s)                  |
| 1er                       | Flávia Oliveira           | Brésil                    | Alé Cipollini             | 42 points                 |
| 2e                        | Anna van der Breggen      | Pays-Bas                  | Rabo Liv Women            | 31 pts                    |
| 3e                        | Megan Guarnier            | États-Unis                | Boels Dolmans             | 26 pts                    |
| modifier                  |                           |                           |                           |                           |

| Classement de la meilleure jeune | Classement de la meilleure jeune | Classement de la meilleure jeune | Classement de la meilleure jeune | Classement de la meilleure jeune |
|                                  | Coureur                          | Pays                             | Équipe                           | Temps                            |
| -------------------------------- | -------------------------------- | -------------------------------- | -------------------------------- | -------------------------------- |
| 1er                              | Katarzyna Niewiadoma             | Pologne                          | Rabo Liv Women                   | en 24 h 18 min 19 s              |
| 2e                               | Pauline Ferrand-Prévot           | France                           | Rabo Liv Women                   | + 3 min 46 s                     |
| 3e                               | Francesca Cauz                   | Italie                           | Alé Cipollini                    | + 19 min 42 s                    |
| modifier                         |                                  |                                  |                                  |                                  |

| Classement de la meilleure Italienne | Classement de la meilleure Italienne | Classement de la meilleure Italienne | Classement de la meilleure Italienne | Classement de la meilleure Italienne |
|                                      | Coureur                              | Pays                                 | Équipe                               | Temps                                |
| ------------------------------------ | ------------------------------------ | ------------------------------------ | ------------------------------------ | ------------------------------------ |
| 1er                                  | Elisa Longo Borghini                 | Italie                               | Wiggle Honda                         | en 24 h 18 min 19 s                  |
| 2e                                   | Francesca Cauz                       | Italie                               | Alé Cipollini                        | + 14 min 36 s                        |
| 3e                                   | Alice Maria Arzuffi                  | Italie                               | Inpa Sottoli Giusfredi               | + 15 min 38 s                        |
| modifier                             |                                      |                                      |                                      |                                      |

## Évolution des classements
| Étape              | Vainqueur              | Classement général   | Classement par points | Classement de la montagne | Classement de la meilleure jeune | Classement de la meilleure Italienne |
| ------------------ | ---------------------- | -------------------- | --------------------- | ------------------------- | -------------------------------- | ------------------------------------ |
| P                  | Annemiek van Vleuten   | Annemiek van Vleuten | Annemiek van Vleuten  | Non décerné               | Pauline Ferrand-Prévot           | Valentina Scandolara                 |
| 1                  | Barbara Guarischi      | Lucinda Brand        | Lucinda Brand         | Małgorzata Jasińska       | Pauline Ferrand-Prévot           | Barbara Guarischi                    |
| 2                  | Megan Guarnier         | Megan Guarnier       | Lucinda Brand         | Carlee Taylor             | Katarzyna Niewiadoma             | Elisa Longo Borghini                 |
| 3                  | Lucinda Brand          | Megan Guarnier       | Lucinda Brand         | Carlee Taylor             | Katarzyna Niewiadoma             | Elisa Longo Borghini                 |
| 4                  | Annalisa Cucinotta     | Megan Guarnier       | Lucinda Brand         | Carlee Taylor             | Katarzyna Niewiadoma             | Elisa Longo Borghini                 |
| 5                  | Pauline Ferrand-Prévot | Megan Guarnier       | Lucinda Brand         | Carlee Taylor             | Katarzyna Niewiadoma             | Elisa Longo Borghini                 |
| 6                  | Mayuko Hagiwara        | Megan Guarnier       | Megan Guarnier        | Flávia Oliveira           | Katarzyna Niewiadoma             | Elisa Longo Borghini                 |
| 7                  | Lucinda Brand          | Megan Guarnier       | Lucinda Brand         | Flávia Oliveira           | Katarzyna Niewiadoma             | Elisa Longo Borghini                 |
| 8                  | Anna van der Breggen   | Anna van der Breggen | Megan Guarnier        | Flávia Oliveira           | Katarzyna Niewiadoma             | Elisa Longo Borghini                 |
| 9                  | Mara Abbott            | Anna van der Breggen | Megan Guarnier        | Flávia Oliveira           | Katarzyna Niewiadoma             | Elisa Longo Borghini                 |
| Classements finals | Classements finals     | Anna van der Breggen | Megan Guarnier        | Flávia Oliveira           | Katarzyna Niewiadoma             | Elisa Longo Borghini                 |

## Diffusion
La chaîne de télévision italienne Rai Sport 2 diffuse un résumé quotidien long d'environ une heure sur les événements de course,,.

## Bilan
Anna van der Breggen remporte ce Tour d'Italie grâce à son « tour de force » dans l'étape contre-la-montre.

## Liste des participantes
Au total, cent-quarante-neuf athlètes répartis dans dix-neuf équipes prennent le départ du prologue. 
| Légende                             | Légende | Légende                                | Légende |
| ----------------------------------- | --- | -------------------------------------- | --- |
| Num                                 | Dossard de départ porté par la coureuse sur ce Tour d'Italie féminin                                             | Pos                                    | Position finale au classement général                                                                         |
| Leader du classement général        | Indique la vainqueur du classement général                                                                       | Leader du classement des sprints       | Indique la vainqueur du classement par points                                                                 |
| Leader du classement de la montagne | Indique la vainqueur du classement de la montagne                                                                | Leader du classement du meilleur jeune | Indique la vainqueur du classement de la meilleure jeune                                                      |
|                                     | Indique un maillot de champion national ou mondial, suivi de sa spécialité                                       | Leader du classement par points        | Indique la vainqueur du classement de la meilleure italienne                                                  |
| #                                   | Indique la meilleure équipe                                                                                      | NP                                     | Indique une coureuse qui n'a pas pris le départ d'une étape, suivi du numéro de l'étape où elle s'est retirée |
| AB                                  | Indique une coureuse qui n'a pas terminé une étape, suivi du numéro de l'étape où elle s'est retirée             | HD                                     | Indique une coureuse qui a terminé une étape hors des délais, suivi du numéro de l'étape                      |
| *                                   | Indique une coureuse en lice pour le classement de la meilleure jeune (coureuses nées après le 1er janvier 1992) |                                        | |

| Rabo Liv Women RBW | Rabo Liv Women RBW                      | Rabo Liv Women RBW |
| ------------------ | --------------------------------------- | ------------------ |
| Num                | Coureur                                 | Pos                |
| 1                  | Pauline Ferrand-Prévot* ( FRA ) (route) | 6e                 |
| 2                  | Lucinda Brand ( NED) (route)            | 14e                |
| 3                  | Thalita de Jong* ( NED)                 | 22e                |
| 4                  | Shara Gillow ( AUS)                     | 10e                |
| 5                  | Roxane Knetemann ( NED)                 | AB-9               |
| 6                  | Katarzyna Niewiadoma* ( POL)            | 5e                 |
| 7                  | Anouska Koster* ( NED)                  | 30e                |
| 8                  | Anna van der Breggen ( NED)             | 1re                |

| Wiggle Honda WHT | Wiggle Honda WHT                  | Wiggle Honda WHT |
| ---------------- | --------------------------------- | ---------------- |
| Num              | Coureur                           | Pos              |
| 11               | Elisa Longo Borghini (ITA)        | 8e               |
| 12               | Mara Abbott (USA)                 | 2e               |
| 13               | Giorgia Bronzini (ITA)            | 66e              |
| 14               | Emilia Fahlin (SWE)               | 75e              |
| 15               | Audrey Cordon (FRA)               | HD-2             |
| 16               | Jolien D'Hoore (BEL) (route)      | AB-8             |
| 17               | Mayuko Hagiwara (JPN) (route)     | 17e              |
| 18               | Anna Sanchis Chafer (ESP) (route) | HD-2             |

| Orica-AIS OGE | Orica-AIS OGE              | Orica-AIS OGE |
| ------------- | -------------------------- | ------------- |
| Num           | Coureur                    | Pos           |
| 21            | Macey Stewart* (AUS)       | AB-4          |
| 22            | Katrin Garfoot (AUS)       | 39e           |
| 23            | Rachel Neylan (AUS)        | 32e           |
| 24            | Chloe Mcconville (AUS)     | AB-6          |
| 25            | Sarah Roy (AUS)            | AB-6          |
| 26            | Valentina Scandolara (ITA) | 78e           |
| 27            | Amanda Spratt (AUS)        | NP-6          |
| 28            | Lizzie Williams (AUS)      | 41e           |

| Boels Dolmans DLT | Boels Dolmans DLT               | Boels Dolmans DLT |
| ----------------- | ------------------------------- | ----------------- |
| Num               | Coureur                         | Pos               |
| 31                | Lizzie Armitstead (GBR) (route) | AB-8              |
| 32                | Chantal Blaak (NED)             | 49e               |
| 33                | Megan Guarnier (USA) (route)    | 3e                |
| 34                | Romy Kasper (GER)               | 54e               |
| 35                | Demi de Jong* (NED)             | 85e               |
| 36                | Katarzyna Pawlowska (POL)       | 64e               |
| 37                | Evelyn Stevens (USA)            | 9e                |
| 38                | Ellen van Dijk (NED)            | 23e               |

| Alé Cipollini ALE | Alé Cipollini ALE              | Alé Cipollini ALE |
| ----------------- | ------------------------------ | ----------------- |
| Num               | Coureur                        | Pos               |
| 41                | Małgorzata Jasińska (POL)      | 21e               |
| 42                | Elena Berlato (ITA)            | 38e               |
| 43                | Francesca Cauz* (ITA)          | 16e               |
| 44                | Uênia Fernandes Da Souza (BRA) | 42e               |
| 45                | Annalisa Cucinotta (ITA)       | 88e               |
| 46                | Dalia Muccioli* (ITA)          | 68e               |
| 47                | Flávia Oliveira (BRA)          | 7e                |
| 48                | Marta Tagliaferro (ITA)        | 86e               |

| Astana-Acca Due O ASA | Astana-Acca Due O ASA               | Astana-Acca Due O ASA |
| --------------------- | ----------------------------------- | --------------------- |
| Num                   | Coureur                             | Pos                   |
| 51                    | Marika Campagnaro* (ITA)            | NP-6                  |
| 52                    | non attribué                        |                       |
| 53                    | Kseniia Dobrynina* (RUS)            | 77e                   |
| 54                    | Larisa Pankova (RUS)                | AB-4                  |
| 55                    | Carolina Rodriguez Gutierrez* (MEX) | 37e                   |
| 56                    | Natalya Saifutdinova (KAZ) (route)  | NP-6                  |
| 57                    | Alena Sitsko (BLR)                  | NP-2                  |
| 58                    | Makhabbat Umutzhanova* (KAZ)        | AB-4                  |

| Sélection nationale du Mexique | Sélection nationale du Mexique            | Sélection nationale du Mexique |
| ------------------------------ | ----------------------------------------- | ------------------------------ |
| Num                            | Coureur                                   | Pos                            |
| 61                             | Ana Teresa Casas Bonilla (MEX)            | NP-0                           |
| 62                             | Marcela Elisabeth Prieto Castaneda* (MEX) | 53e                            |
| 63                             | Ana Maria Hernendez Delgado* (MEX)        | AB-5                           |
| 64                             | Dulce Pliego Moreno (MEX)                 | AB-5                           |
| 65                             | Wendolinne Chavez (MEX)                   | AB-1                           |
| 66                             | Ariadna Gutierrez (MEX)                   | HD-2                           |
| 67                             | Erika Haydee Varela Huerta* (MEX) (route) | 63e                            |
| 68                             | Claudia Veronica Leal Balderas (MEX)      | 79e                            |

| Tre Colli-Forno d'Asolo ACS TFA | Tre Colli-Forno d'Asolo ACS TFA | Tre Colli-Forno d'Asolo ACS TFA |
| ------------------------------- | ------------------------------- | ------------------------------- |
| Num                             | Coureur                         | Pos                             |
| 71                              | Olena Novikova (UKR)            | 93e                             |
| 72                              | Olena Oliniik (UKR)             | AB-5                            |
| 73                              | Natalia Muñoz (COL)             | 97e                             |
| 74                              | Jasmine Dotti* (ITA)            | HD-2                            |
| 75                              | Isotta Barbieri* (ITA)          | HD-2                            |
| 76                              | Marina Lari (ITA)               | HD-2                            |
| 77                              | Aurora Mancini* (ITA)           | AB-3                            |
| 78                              | Emma Marcelli (ITA)             | AB-4                            |

| Servetto Footon SEF | Servetto Footon SEF         | Servetto Footon SEF |
| ------------------- | --------------------------- | ------------------- |
| Num                 | Coureur                     | Pos                 |
| 81                  | Veronica Cornolti* (ITA)    | 100e                |
| 82                  | Elena Franchi* (ITA)        | NP-7?               |
| 83                  | Elena Kuchinskaya (RUS)     | 46e                 |
| 84                  | Marina Likhanova (RUS)      | AB-6                |
| 85                  | non attribué                |                     |
| 86                  | Michela Pavin* (ITA)        | 82e                 |
| 87                  | Anna Potokina (RUS) (route) | 33e                 |
| 88                  | Jessie Walker* (GBR)        | 50e                 |

| Top Girls Fassa Bortolo TOG | Top Girls Fassa Bortolo TOG | Top Girls Fassa Bortolo TOG |
| --------------------------- | --------------------------- | --------------------------- |
| Num                         | Coureur                     | Pos                         |
| 91                          | Irene Bitto* (ITA)          | 69e                         |
| 92                          | Nicole Dal Santo* (ITA)     | 99e                         |
| 93                          | non attribué                |                             |
| 94                          | Sara Grifi (ITA)            | AB-5                        |
| 95                          | Elena Leonardi* (ITA)       | AB-5                        |
| 96                          | Asja Paladin* (ITA)         | 29e                         |
| 97                          | Soraya Paladin* (ITA)       | 87e                         |
| 98                          | Chiara Pierobon* (ITA)      | 36e                         |

| Liv-Plantur TLP | Liv-Plantur TLP           | Liv-Plantur TLP |
| --------------- | ------------------------- | --------------- |
| Num             | Coureur                   | Pos             |
| 101             | Claudia Lichtenberg (GER) | 12e             |
| 102             | Willeke Knol (NED)        | 91e             |
| 103             | Floortje Mackaij* (NED)   | 52e             |
| 104             | Sara Mustonen (SWE)       | AB-4            |
| 105             | Kyara Stijns* (NED)       | 92e             |
| 106             | Molly Weaver* (GBR)       | AB-5            |
| 107             | Julia Soek (NED)          | 83e             |
| 108             | Sabrina Stultiens* (NED)  | 19e             |

| Lotto Soudal Ladies LBL | Lotto Soudal Ladies LBL       | Lotto Soudal Ladies LBL |
| ----------------------- | ----------------------------- | ----------------------- |
| Num                     | Coureur                       | Pos                     |
| 111                     | Elena Cecchini* (ITA) (route) | 24e                     |
| 112                     | Sarah Rijkes (AUT)            | 57e                     |
| 113                     | Jessie Daams (BEL)            | 65e                     |
| 114                     | Lieselot Decroix (BEL)        | AB-3                    |
| 115                     | Chantal Hoffmann (LUX)        | 95e                     |
| 116                     | Carlee Taylor (AUS)           | 40e                     |
| 117                     | Anisha Vekemans (BEL)         | 80e                     |
| 118                     | Susanna Zorzi* (ITA)          | 76e                     |

| SC Michela Fanini Rox MIC | SC Michela Fanini Rox MIC       | SC Michela Fanini Rox MIC |
| ------------------------- | ------------------------------- | ------------------------- |
| Num                       | Coureur                         | Pos                       |
| 121                       | Michela Balducci* (ITA)         | 103e                      |
| 122                       | Azzurra D'intino (ITA)          | 70e                       |
| 123                       | Nina Gulino (ITA)               | 101e                      |
| 124                       | Eyerusalem Kelil* (ETH) (route) | AB-4                      |
| 125                       | Federica Nicolai* (ITA)         | 105e                      |
| 126                       | Laura Lozano (COL)              | 25e                       |
| 127                       | Vittoria Reati* (ITA)           | AB-4                      |
| 128                       | Lara Vieceli* (ITA)             | 48e                       |

| Aromitalia Vaiano VAI | Aromitalia Vaiano VAI           | Aromitalia Vaiano VAI |
| --------------------- | ------------------------------- | --------------------- |
| Num                   | Coureur                         | Pos                   |
| 131                   | Marta Bastianelli (ITA)         | 58e                   |
| 132                   | Serika Gulumá (COL)             | 44e                   |
| 133                   | Lija Laizane* (LAT) (route)     | 72e                   |
| 134                   | Rasa Leleivyte (LTU)            | 47e                   |
| 135                   | Allison Elizabeth Linnell (USA) | 106e                  |
| 136                   | Alessia Martini* (ITA)          | 102e                  |
| 137                   | Jessica Parra* (COL)            | 77e                   |
| 138                   | Ewelina Szybiak (POL)           | 60e                   |

| BTC City Ljubljana BTC | BTC City Ljubljana BTC         | BTC City Ljubljana BTC |
| ---------------------- | ------------------------------ | ---------------------- |
| Num                    | Coureur                        | Pos                    |
| 141                    | Polona Batagelj(route) (SLO)   | 15e                    |
| 142                    | Eugenia Bujak (POL) (route)    | 34e                    |
| 143                    | Anja Rugelj (SLO)              | 55e                    |
| 144                    | Špela Kern (SLO)               | 26e                    |
| 145                    | Olena Pavlukhina (AZE) (route) | 62e                    |
| 146                    | Ursa Pintar (SLO)              | 73e                    |
| 147                    | Mia Radotic (CRO) (route)      | AB-4                   |
| 148                    | Alenka Novak (SLO)             | 104e                   |

| BePink LaClassica BPK | BePink LaClassica BPK           | BePink LaClassica BPK |
| --------------------- | ------------------------------- | --------------------- |
| Num                   | Coureur                         | Pos                   |
| 151                   | Anastasiya Chulkova (RUS)       | 43e                   |
| 152                   | Ana Maria Covrig* (ROM) (route) | 94e                   |
| 153                   | Ruby Livingstone* (NZL)         | AB-4                  |
| 154                   | Jaime Nielsen (NZL)             | 56e                   |
| 155                   | Ilaria Sanguineti* (ITA)        | 90e                   |
| 156                   | Giorgia Fraiegari (ITA)         | AB-4                  |
| 157                   | Silvia Valsecchi (ITA)          | 28e                   |
| 158                   | Amy Georgia Williams* (NZL)     | 51e                   |

| Bigla BCT | Bigla BCT                            | Bigla BCT |
| --------- | ------------------------------------ | --------- |
| Num       | Coureur                              | Pos       |
| 161       | Nicole Hanselmann (SUI)              | 81e       |
| 162       | Carmen Small (USA)                   | 74e       |
| 163       | Clara Koppenburg* (GER)              | 61e       |
| 164       | Sharon Laws (GBR)                    | 59e       |
| 165       | Ashleigh Moolman-Pasio (RSA) (route) | 4e        |
| 166       | Joelle Numainville (CAN) (route)     | AB-9      |
| 167       | Doris Schweizer (SUI)                | AB-5      |
| 168       | Annemiek Van Vleuten (NED)           | 35e       |

| Inpa Sottoli Giusfredi ISG | Inpa Sottoli Giusfredi ISG       | Inpa Sottoli Giusfredi ISG |
| -------------------------- | -------------------------------- | -------------------------- |
| Num                        | Coureur                          | Pos                        |
| 171                        | Alice Maria Arzuffi* (ITA)       | 20e                        |
| 172                        | Valentina Bastianelli (ITA)      | 98e                        |
| 173                        | Claudia Cretti* (ITA)            | 96e                        |
| 174                        | Rossella Ratto* (ITA)            | AB-8                       |
| 175                        | Tetyana Riabchenko (UKR) (route) | 13e                        |
| 176                        | Anna Zita Maria Stricker* (ITA)  | 67e                        |
| 177                        | Anna Trevisi* (ITA)              | AB-6                       |
| 178                        | Daiva Tušlaitė(LTU)(route)       | 27e                        |

| Velocio-SRAM VEL | Velocio-SRAM VEL               | Velocio-SRAM VEL |
| ---------------- | ------------------------------ | ---------------- |
| Num              | Coureur                        | Pos              |
| 181              | Alena Amialiusik (BLR) (route) | 18e              |
| 182              | Karol-Ann Canuel (CAN)         | 11e              |
| 183              | Tiffany Cromwell (AUS)         | 31e              |
| 184              | Elise Delzenne (FRA)           | NP-6             |
| 185              | Barbara Guarischi (ITA)        | 84e              |
| 186              | Mieke Kröger* (GER)            | NP-6             |
| 187              | Loren Rowney (AUS)             | 89e              |
| 188              | Tayler Wiles (USA)             | 45e              |

Sources,